# Danh sách di sản thế giới tại châu Á và châu Đại Dương
Dưới đây là danh sách các Di sản thế giới do UNESCO công nhận tại châu Á và châu Đại Dương.

## Afghanistan(2)

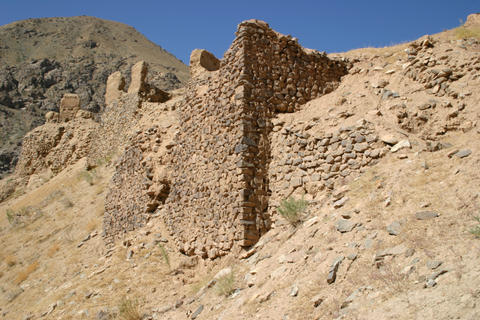
Minaret ở Jam

- Tháp giáo đường ở Jam và các di tích khảo cổ lân cận(2002)
- Quang cảnh văn hóa các tàn tích khảo cổ tại thung lũng Bamiyan (Các tượng Phật tại Bamiyan) (2003)

## Armenia(3)

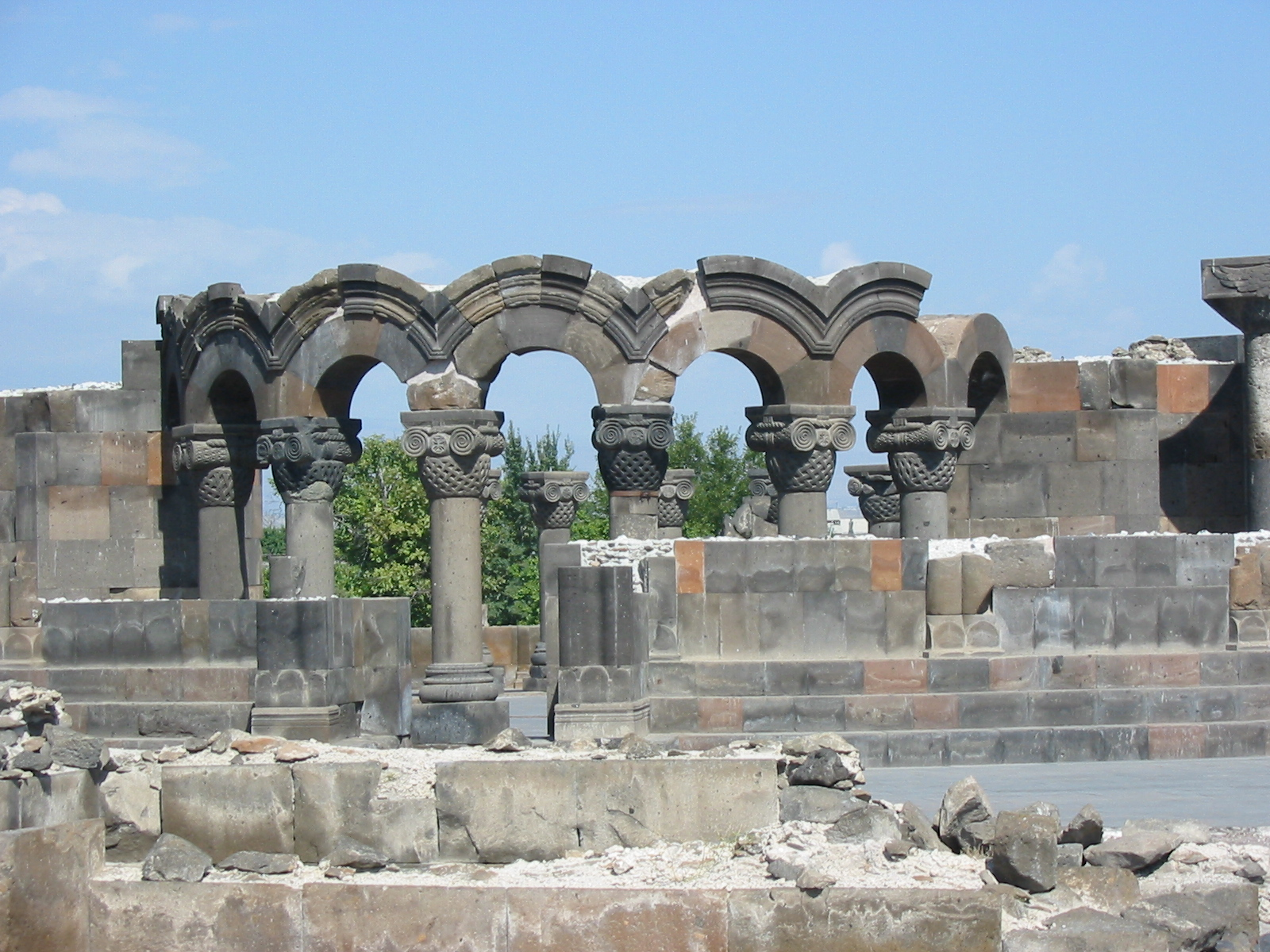
Zvartnots

- Các tu viện Haghpat và Sanahin (1996)
- Các nhà thờ Echmiadzin và di chỉ khảo cổ Zvartnots (2000)
- Tu viện Geghard và Thung lũng Thượng Azat (2000)

## Azerbaijan(5)

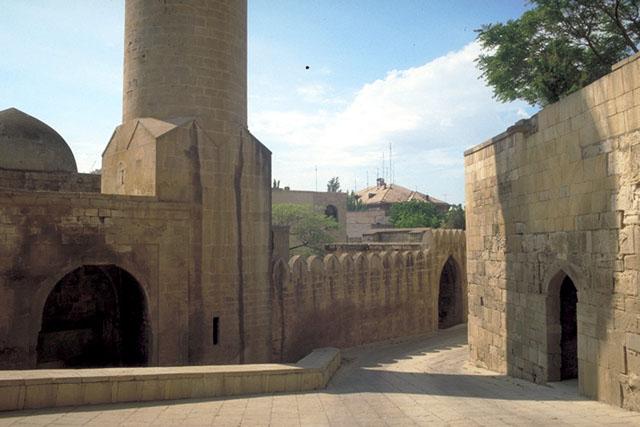
Cung điện Shirvanshah

- Thành cổ Baku, cung điện Shirvanshah và tháp Maiden (2000)
- Quang cảnh văn hoá nghệ thuật đá tại Gobustan (2007)
- Trung tâm lịch sử Sheki và Cung điện Khans (2019)
- Các khu rừng Hyrcanian (chung với Iran) (2023)
- Cảnh quan văn hoá của người Khinalig và đường gia súc “Köç Yolu” (2023)

## Ả Rập Xê Út(7)
- Di chỉ khảo cổ Meda'in Saleh (2008)

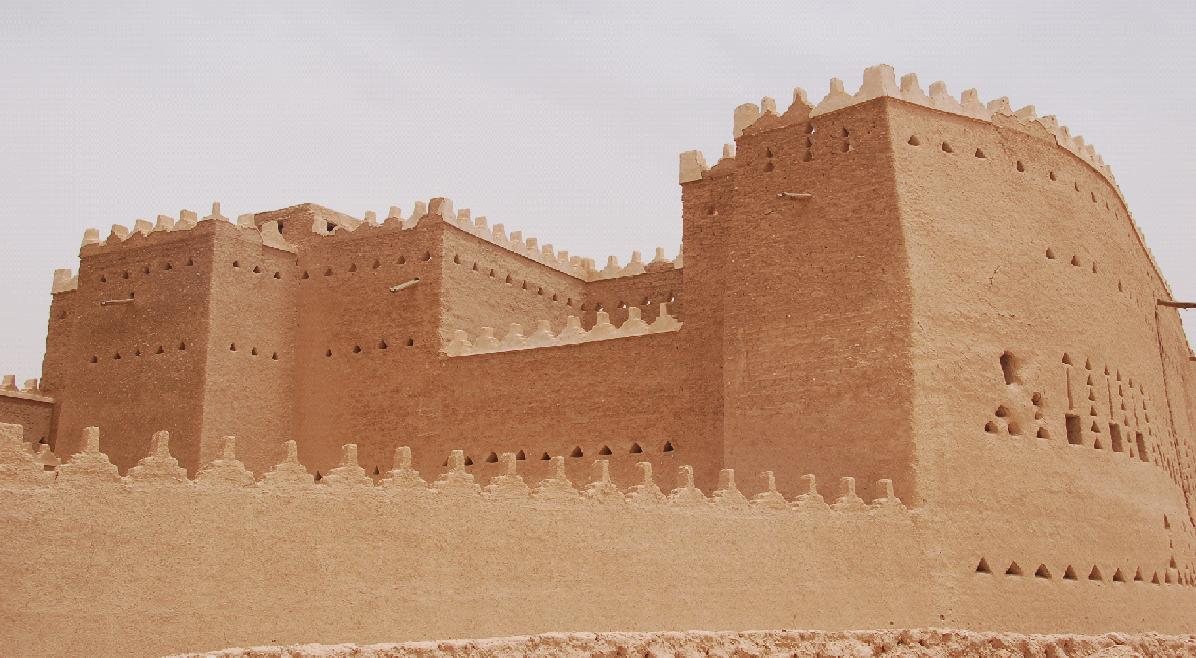
Khu vực At-Turaif ở thành phố Dir'iyah

- At-Turaif ở thành phố Dir'iyah (2010)
- Jeddah lịch sử, cánh cửa đến Makkah (2014)
- Nghệ thuật khắc đá vùng Hail của Ả Rập Xê Út (2015)
- Ốc đảo Al-Ahsa, một cảnh quan văn hóa phát triển (2018)
- Khu vực văn hóa Hima (2021)
- Khu bảo tồn ‘Uruq Bani Ma’arid (2023)

## Ấn Độ(43)

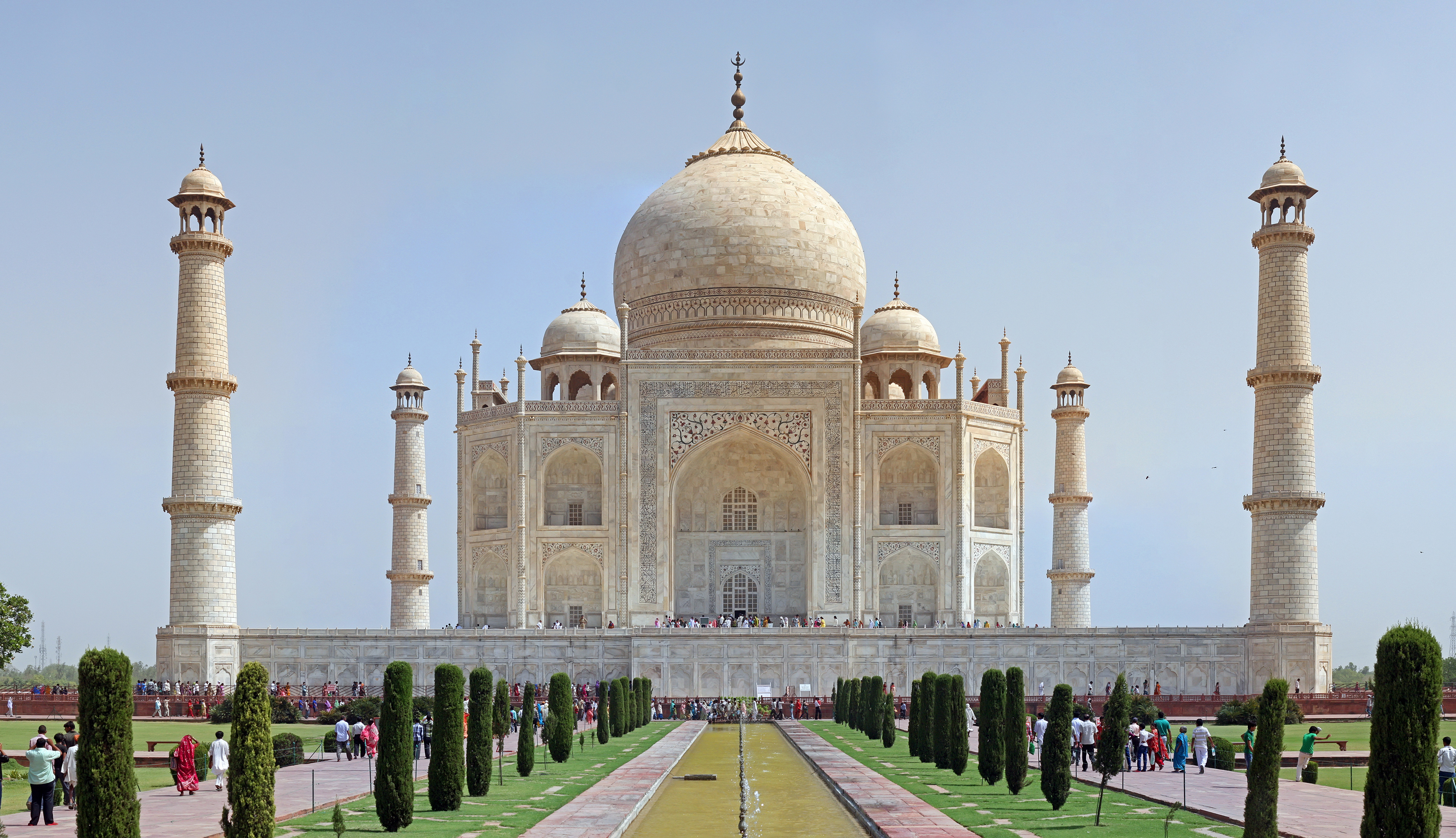
Taj Mahal.

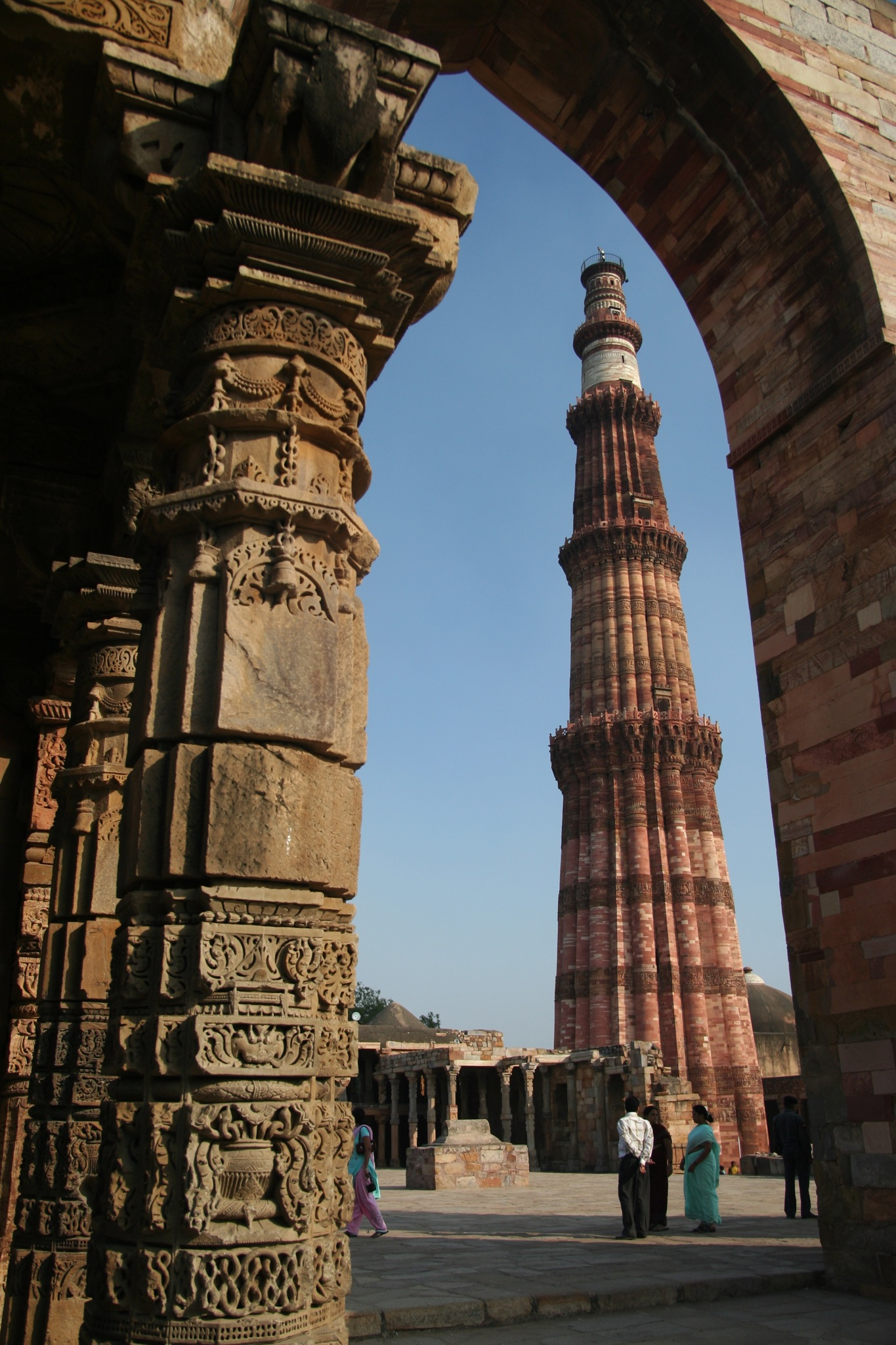
Qutb Minar và các công trình lân cận

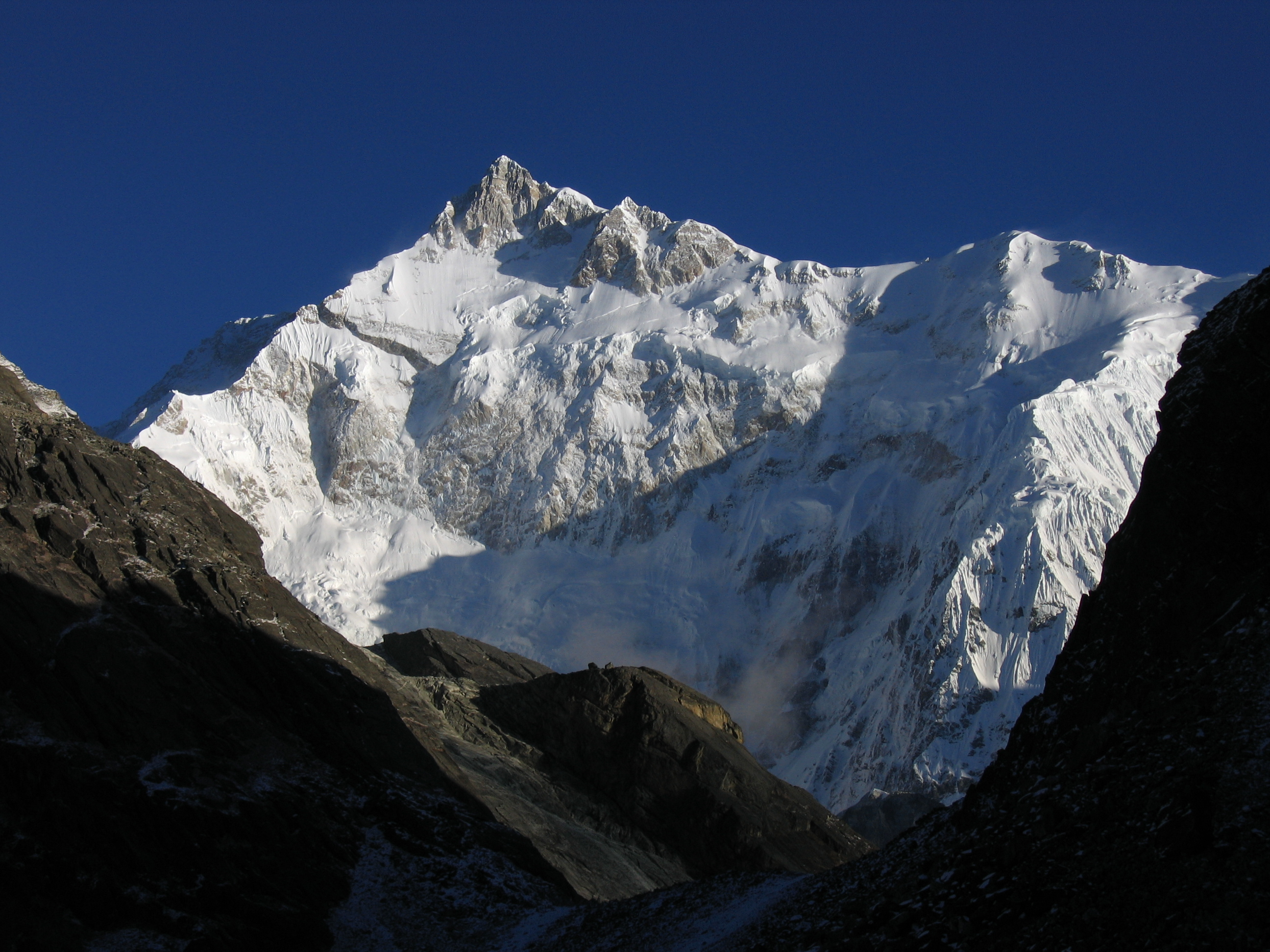
Đỉnh Kanchenjunga tại Vườn quốc gia Khangchendzonga.

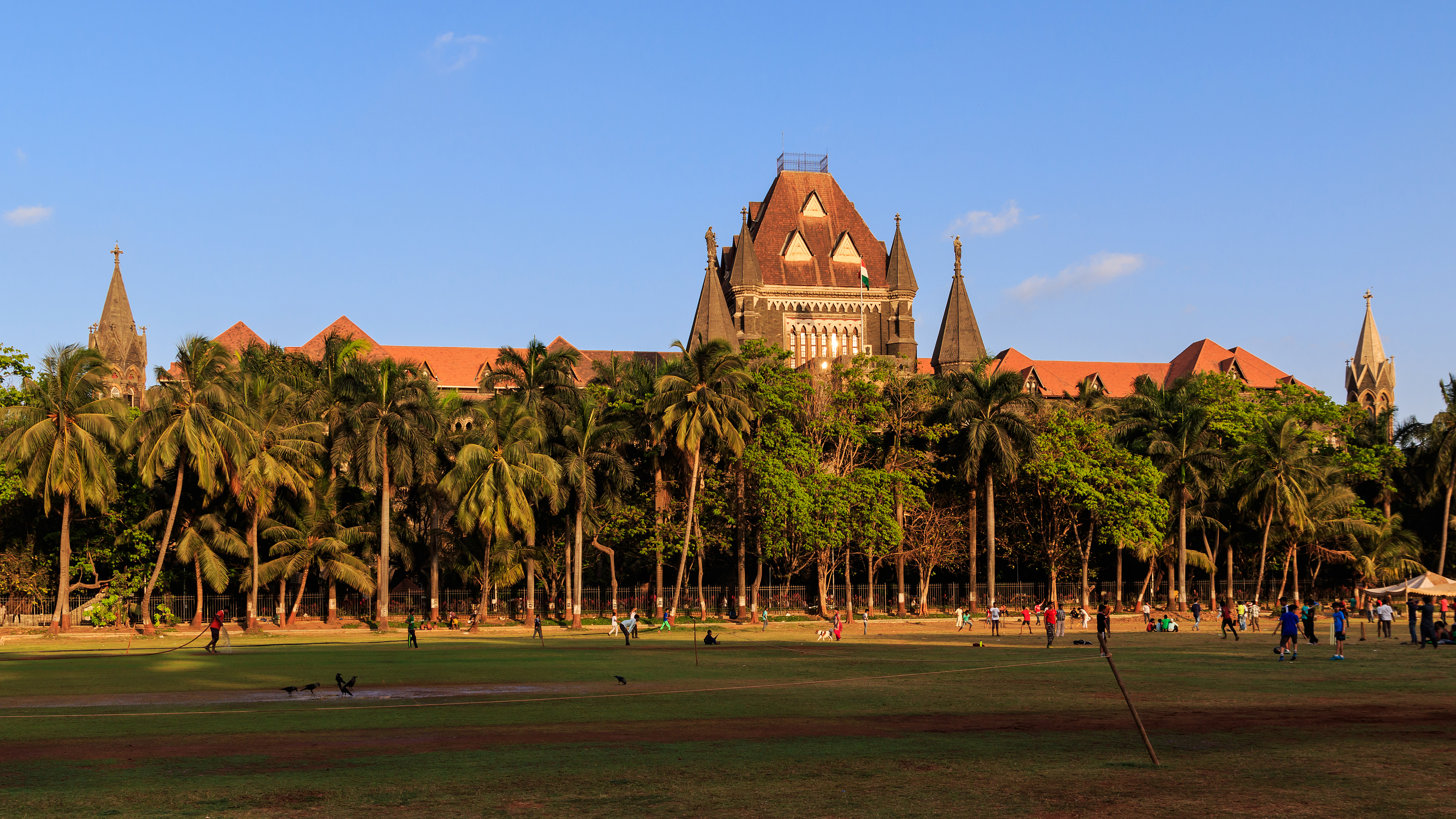
Tòa án tối cao Bombay là một ví dụ lịch sử của thời kỳ thuộc địa Anh ở Mumbai.

- Hang động Ajanta, Maharashtra (1983)
- Các hang động Ellora, Maharashtra (1983)
- Pháo đài Agra, Delhi (1983)
- Taj Mahal, Uttar Pradesh (1983)
- Đền thờ Mặt Trời Konark, Orissa (1984)
- Khu quần thể kiến trúc Mahabalipuram, Tamil Nadu (1984)
- Vườn quốc gia Manas, Assam (1985)
- Vườn quốc gia Kaziranga, Assam (1985)
- Vườn quốc gia Keoladeo, Rajasthan (1985)
- Fatehpur Sikri, Uttar Pradesh (1986)
- Nhà thờ và tu viện ở Goa (1986)
- Khu quần thể kiến trúc Hampi, Karnataka (1986)
- Khu quần thể kiến trúc Khajuraho, Madhya Pradesh (1986)
- Các đền thờ Chola, Tamil Nadu (1987)
- Các hang động Elephanta, Maharashtra (1987)
- Khu quần thể kiến trúc Pattadakal, Karnataka (1987)
- Vườn quốc gia Sundarbans, Tây Bengal (1987)
- Nanda Devi và Vườn quốc gia thung lũng các loài hoa, Uttaranchal (1988)
- Các công trình Phật giáo ở Sanchi, Madhya Pradesh (1989)
- Lăng mộ Humayun, Delhi (1993)
- Qutb Minar và các công trình lân cận, Delhi (1993)
- Hệ thống đường sắt trên núi của Ấn Độ (1999)
- Quần thể kiến trúc đền Mahabodhi, Bihar (2002)
- Các khu cư trú trong núi đá Bhimbetka, Madhya Pradesh (2003)
- Công viên khảo cổ Champaner-Pavagadh, Gujarat (2004)
- Nhà ga Chhatrapati Shivaji Terminus (Victoria Terminus), Maharashtra (2004)
- Quần thể Pháo đài Đỏ, New Delhi (2007)
- Đài thiên văn Jantar Mantar, Jaipur (2010)
- Ghat Tây (2012)
- Các pháo đài đồi tại Rajasthan (2013)
- Giếng của Nữ hoàng tại Patan, Gujarat (2014)
- Vườn quốc gia Great Himalaya (2014)
- Địa điểm khảo cổ của Nalanda Mahavihara (2016)
- Tác phẩm kiến trúc của Le Corbusier, một đóng góp nổi bật cho Phong trào kiến trúc hiện đại (chung với Argentina, Bỉ, Pháp, Đức, Thụy Sĩ và Nhật Bản) (2016)
- Vườn quốc gia Khangchendzonga (2016)
- Thành phố lịch sử Ahmedabad (2017)
- Quần thể kiến trúc Gothic thời Victoria và Art Deco tại Mumbai (2018)
- Thành phố Jaipur, Rajasthan (2019)
- Đền Kakatiya Rudreshwara (Ramappa), Telangana (2021)
- Dholavira: Một thành phố Harappan (2021)
- Santiniketan (2023)
- Quần thể Linh thiêng của Hoysalas (2023)
- Cảnh quan quân sự Maratha của Ấn Độ (2025)

## Bahrain(3)

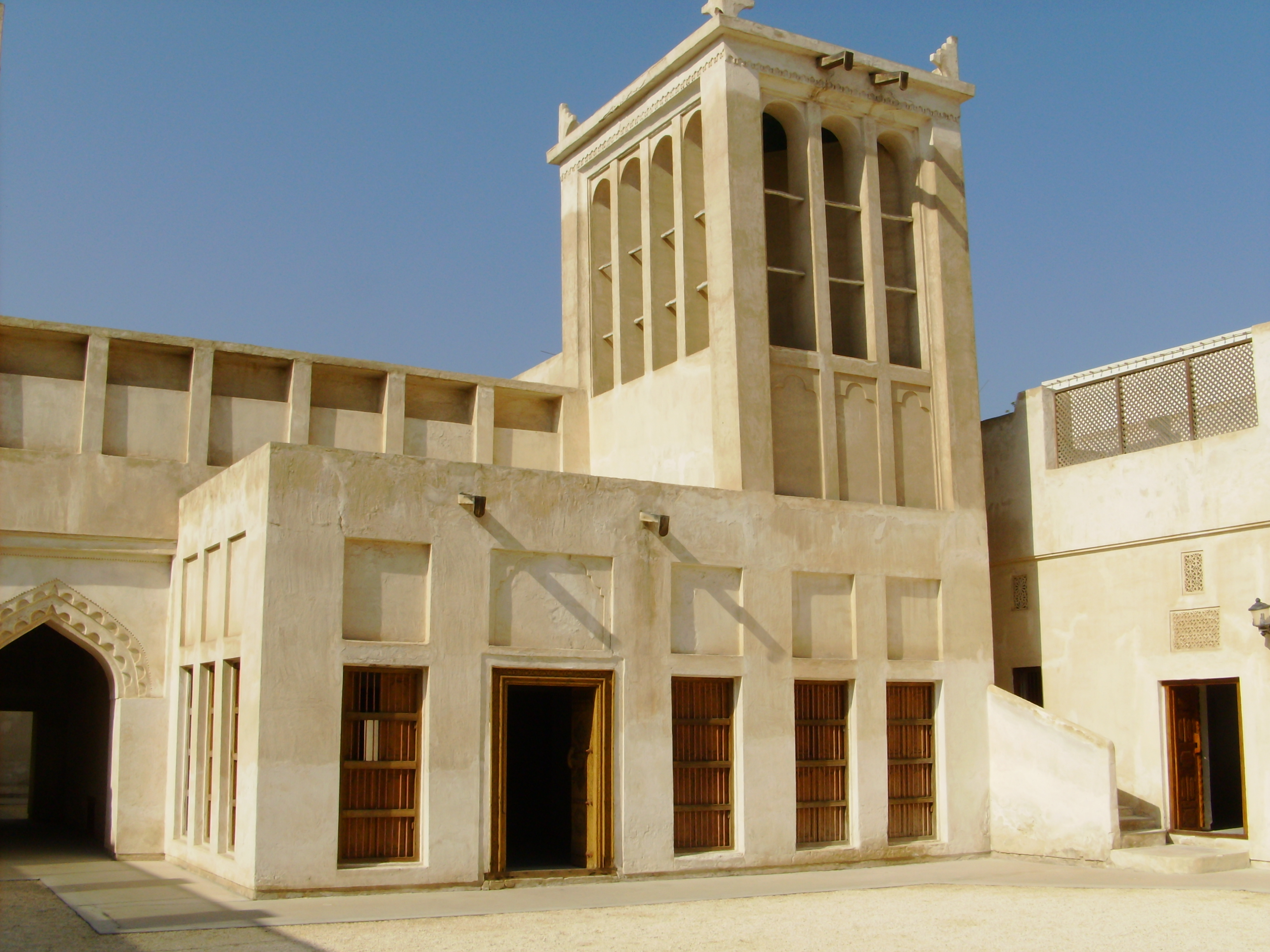
Khu vực khai thác ngọc trai ở Bahrain

- Qal'at al-Bahrain, thương cảng cổ và thủ đô của Dilmun(2005)
- Khu vực khai thác ngọc trai ở Bahrain, bằng chứng của một nền kinh tế biển đảo (2012)
- Các gò chôn cất Dilmun (2019)

## Bangladesh(3)

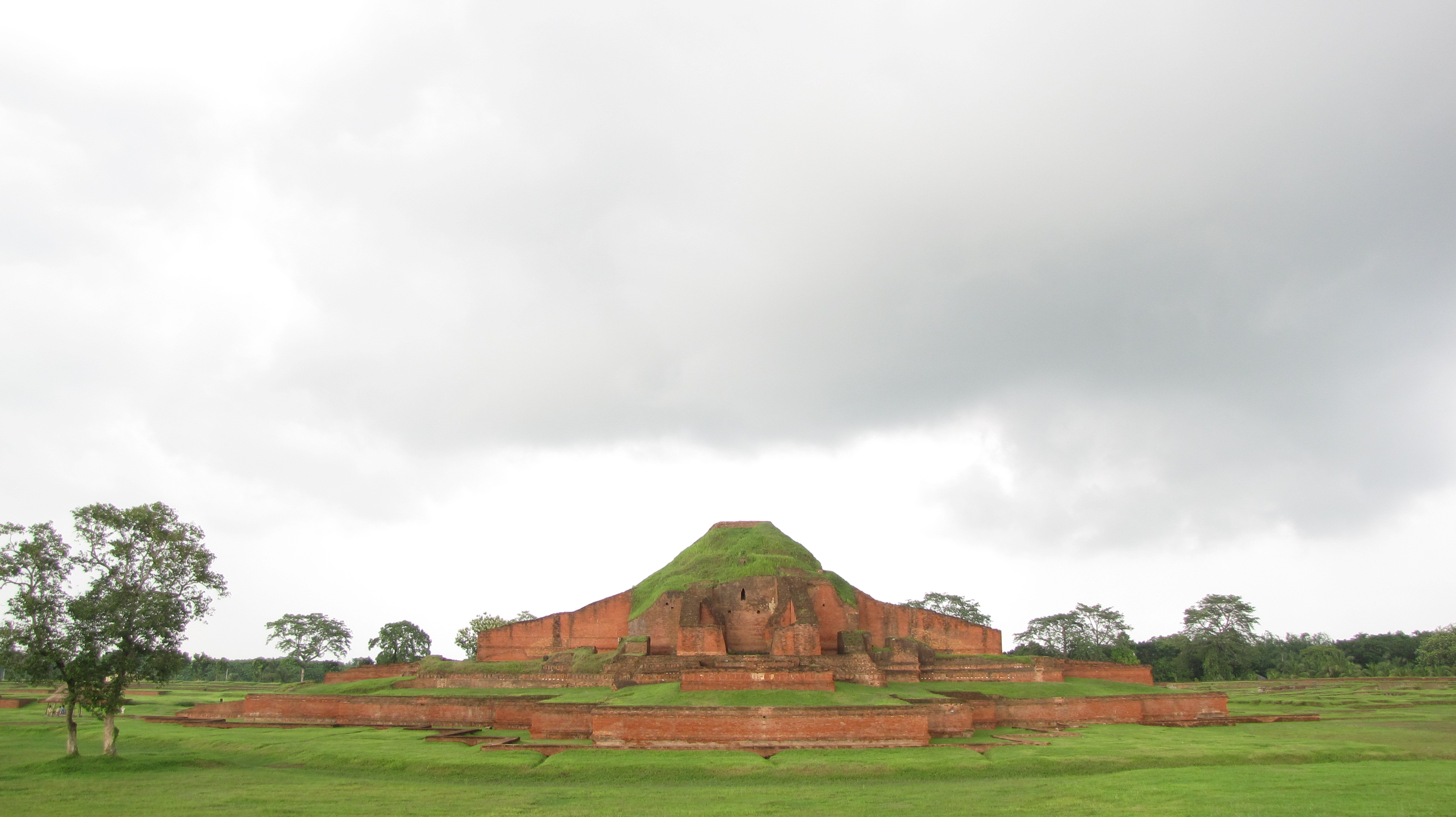
Khu phế tích đạo Phật ở Somapura Mahavihara

- Thành phố và nhà thờ Hồi giáo lịch sử Bagerhat (1985)
- Khu phế tích Tịnh Xá đạo Phật tại Paharpur (1987)
- Khu bảo tồn Sundarbans (1997)

## Campuchia(5)
- Quần thể kiến trúc Angkor (1992)
- Đền Prasat Preah Vihear (2008)

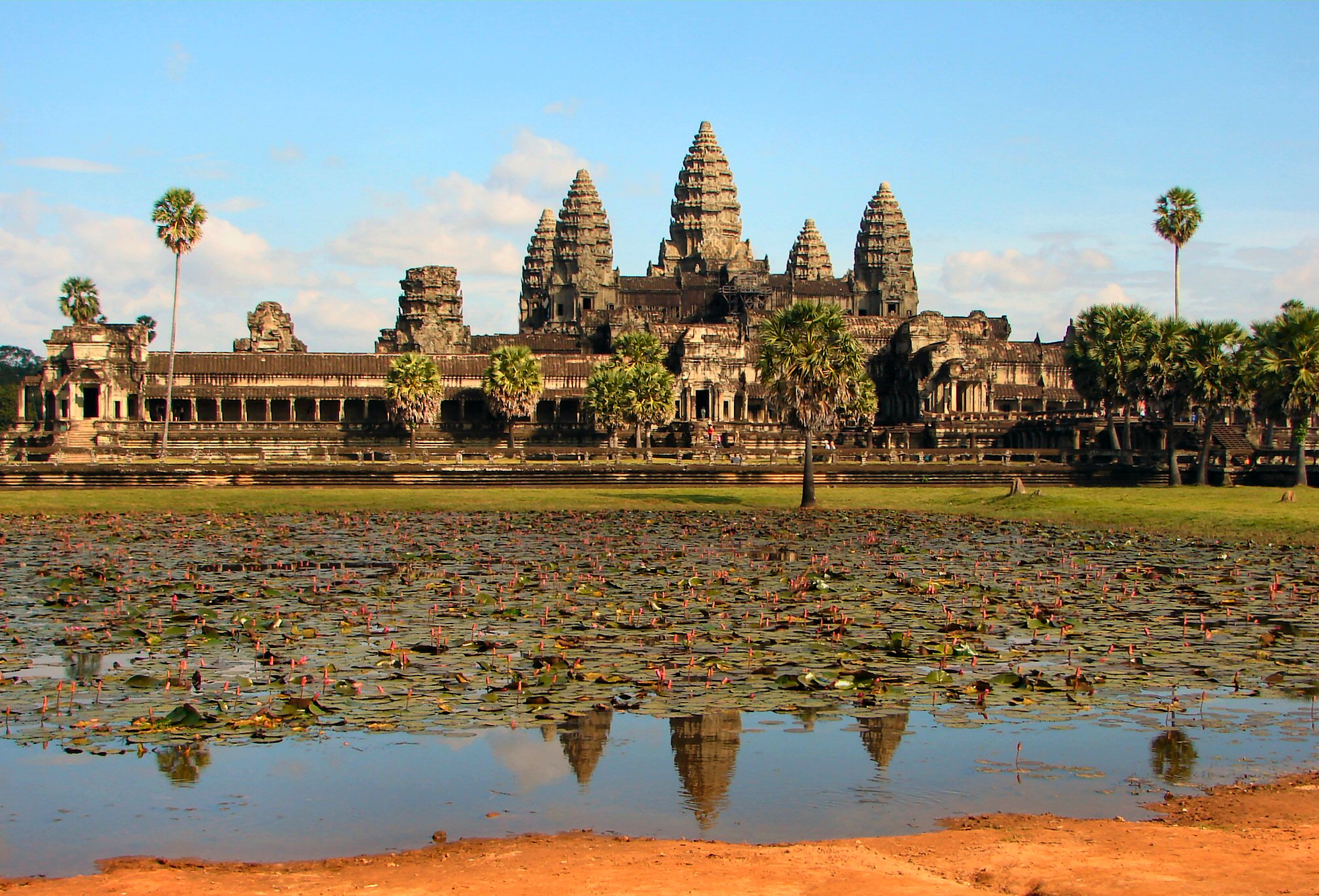
Angkor.

- Khu đền Sambor Prei Kuk, địa điểm khảo cổ của Ishanapura cổ (2017)
- Koh Ker: Địa điểm khảo cổ của Lingapura cổ hoặc Chok Gargyar (2023)
- Các di tích tưởng niệm Campuchia: Từ trung tâm đàn áp đến nơi hòa bình và phản chiếu (2025)

## Fiji(1)

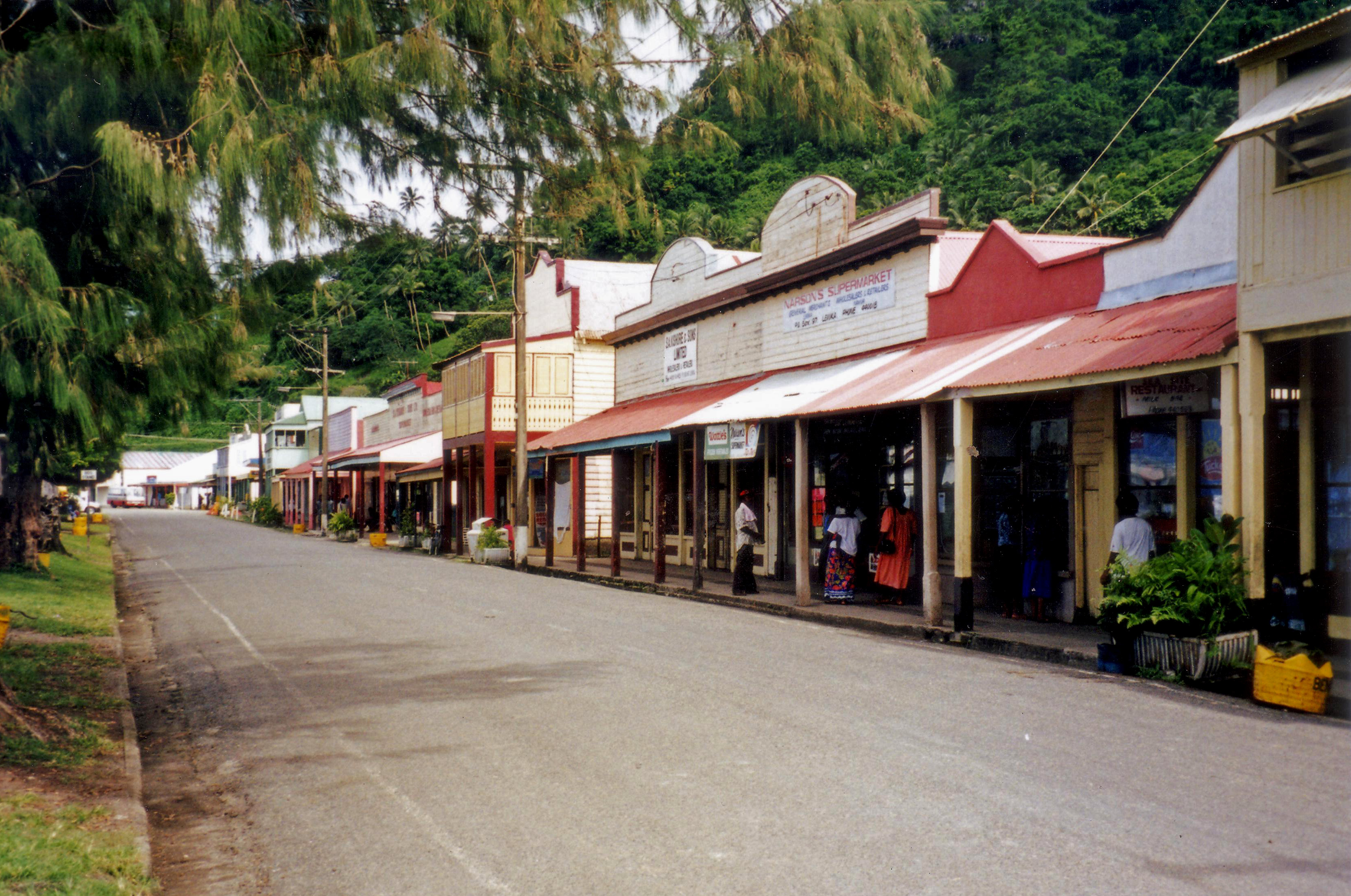
Thị trấn cảng Levuka.

- Thị trấn cảng lịch sử Levuka (2013)

## Gruzia(4)
- Tu viện Gelati ở Kutaisi (1994)

Tu viện Gelati.

- Các di tích lịch sử ở Mtskheta (1994)
- Vùng Thượng Svaneti (1996)
- Rừng mưa nhiệt đới Colchic và vùng đất ngập nước (2021)

## Indonesia(10)
- Quần thể đền đài Borobudur (1991)
- Vườn quốc gia Komodo (1991)
- Vườn quốc gia Ujung Kulon (1991)
- Quần thể đền đài Prambanan (1991)

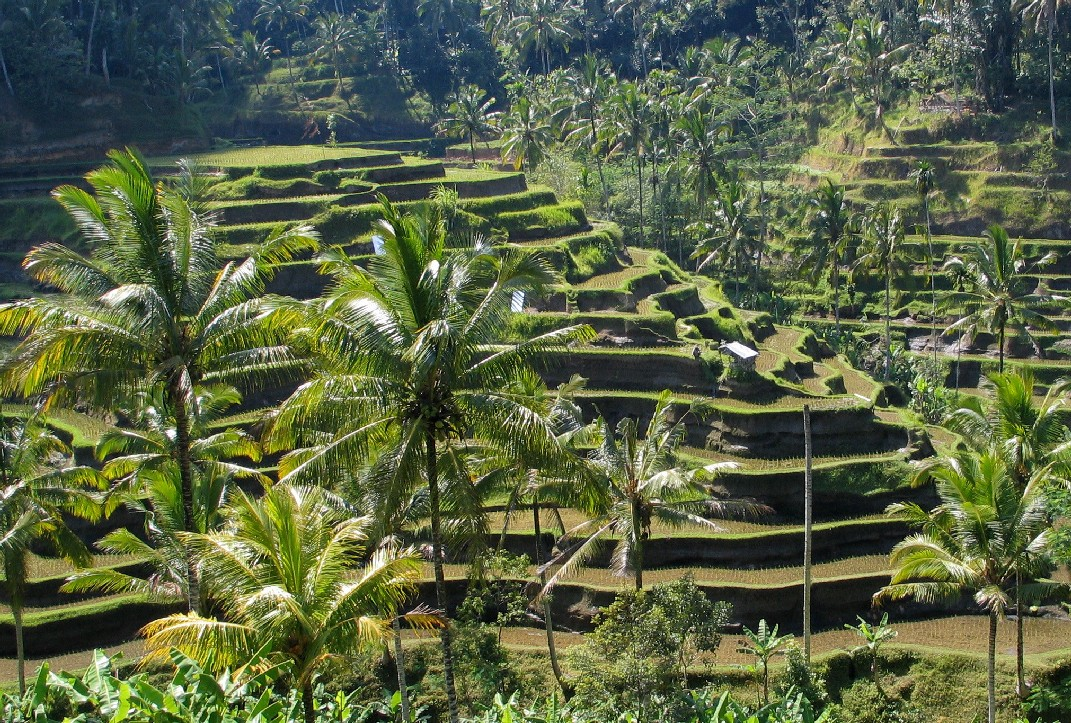
Hệ thống canh tác Subak ở Bali.

- Di chỉ người tiền sử Sangiran (1996)
- Vườn quốc gia Lorentz (1999)
- Di sản rừng nhiệt đới ở Sumatra (2004)
- Quang cảnh văn hóa Bali:Hệ thống canh tác Subak, một bản tuyên ngôn của triết học Trihita Kảrana (2012)
- Di sản mỏ than Ombilin của Sawahlunto (2019)
- Trục Vũ trụ học của Yogyakarta và các Tượng đài Lịch sử của nó (2023)

## Iran(28)
- Chogha Zanbil (1979)
- Persepolis (1979)

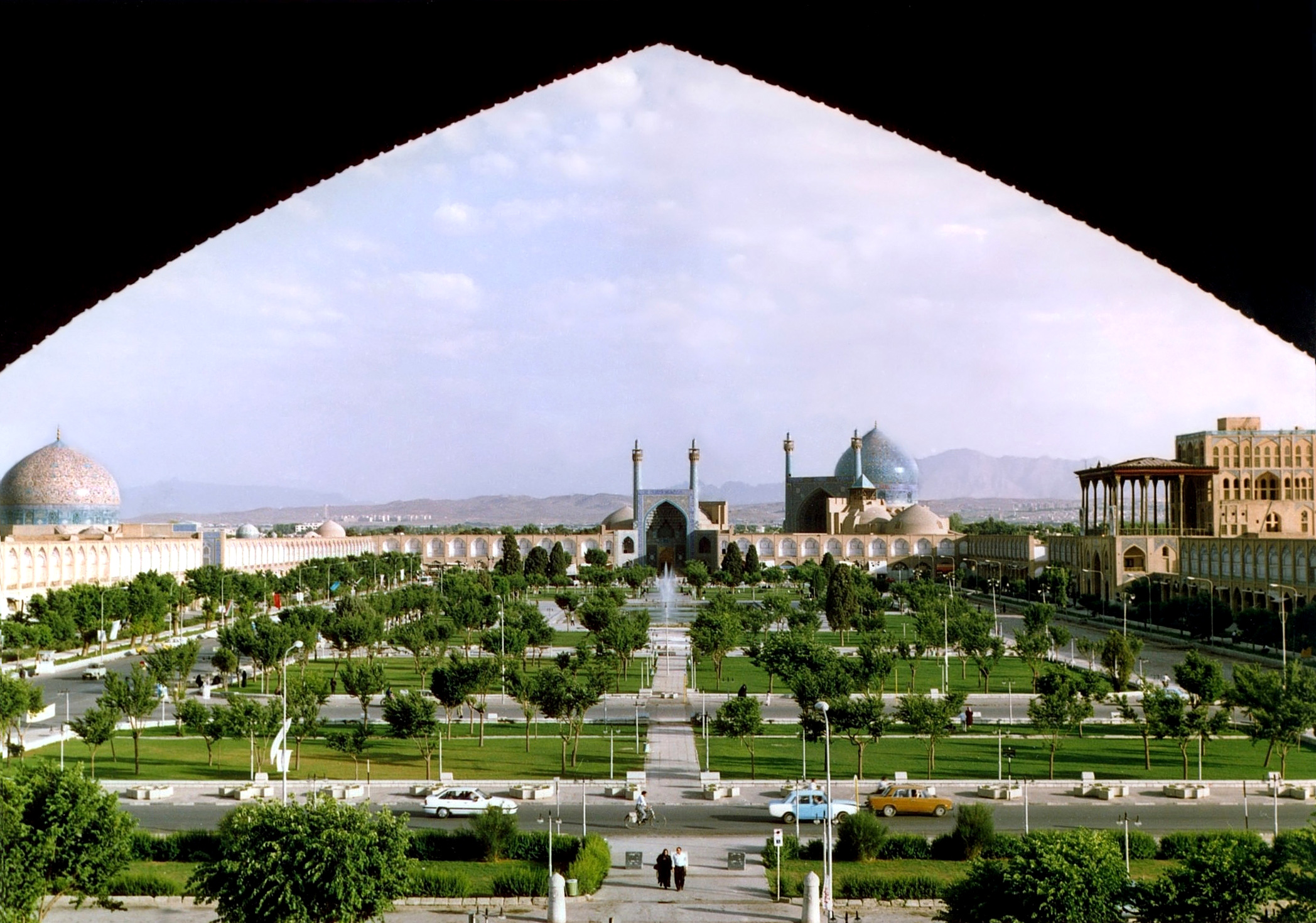
Quảng trường Naghsh-i Jahan,Isfahan.

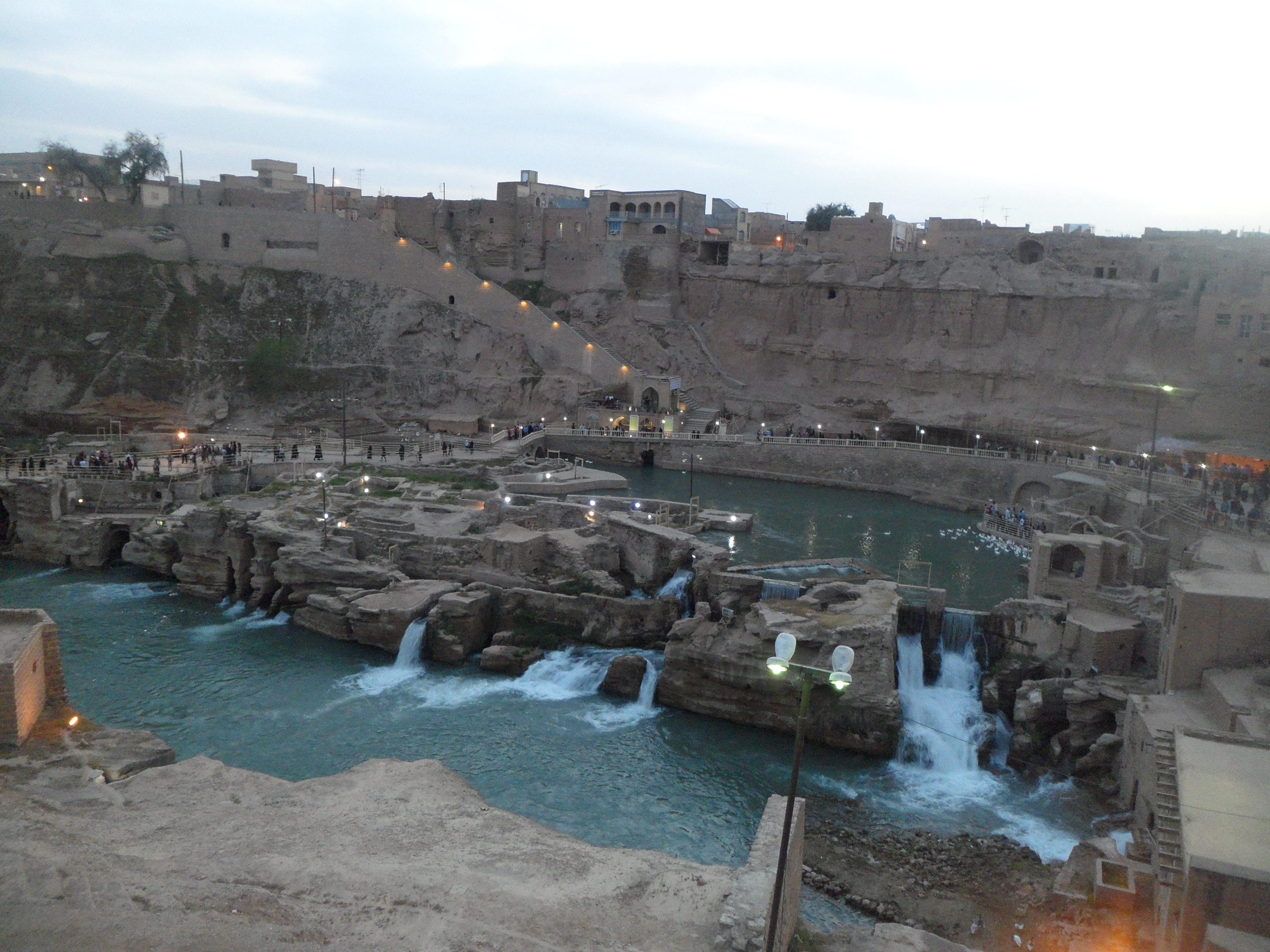
Hệ thống tưới tiêu ở Shushtar.

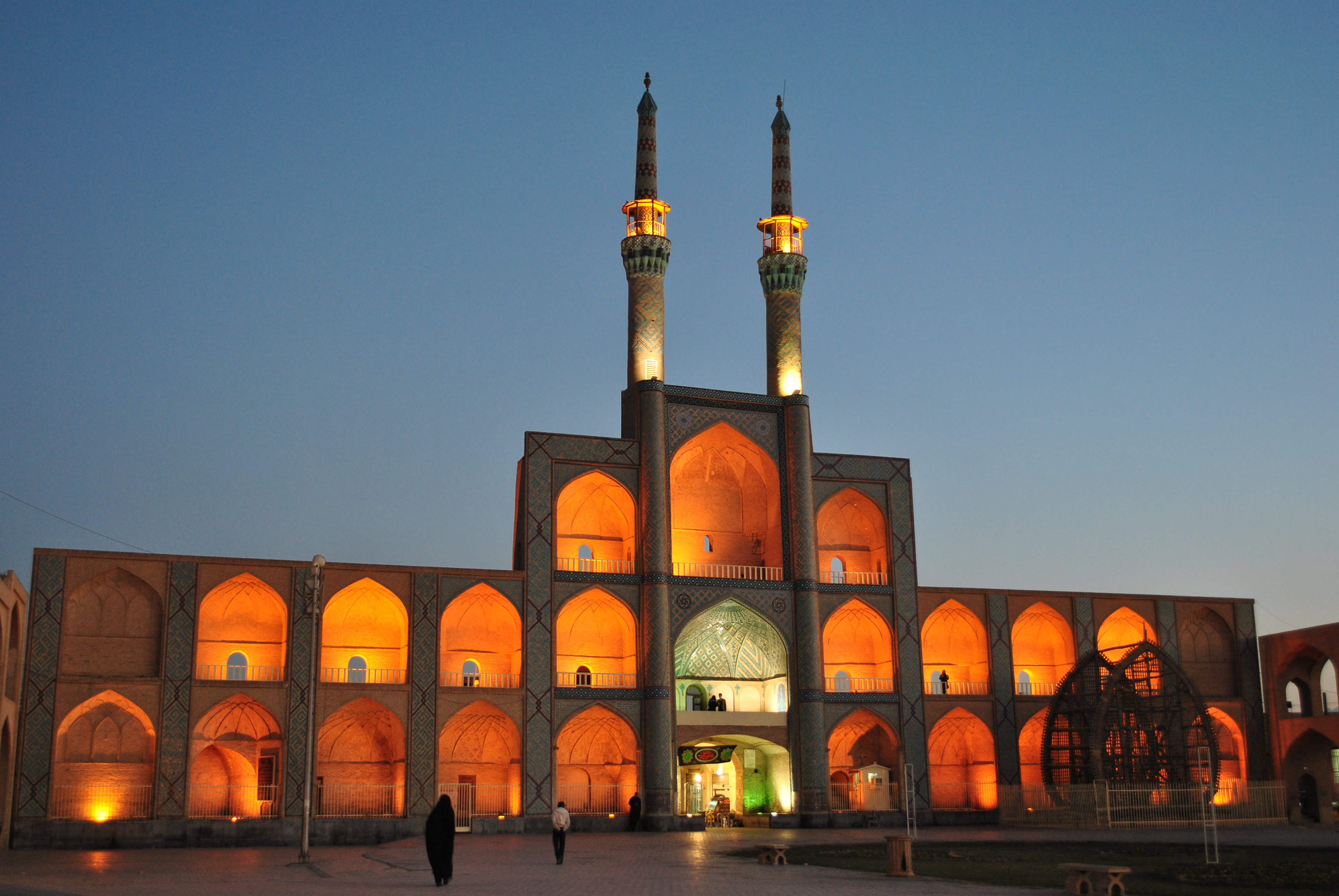
Nhà thờ Hồi giáo tại Yazd.

- Quảng trường Naghsh-i Jahan,Isfahan (1979)
- Takht-e Soleyman (2003)
- Bam và cảnh quan văn hóa của nó (2004)
- Pasargadae (2004)
- Mái vòm Soltaniyeh (2005)
- Bisotun (2006)
- Quần thể nhà thờ của người Armeni ở Iran (2008)
- Hệ thống thủy lợi lịch sử tại Shushtar (2009)
- Tổ hợp chợ lịch sử Tabriz (2010)
- Quần thể Sheikh Safi al-din Khānegāh và đền thờ tại Ardabil (2010)
- Vườn Ba Tư (2011)
- Lăng mộ Gonbad-e Qābus (2012)
- Thánh đường Jameh của Isfahan (2012)
- Cung điện Golestan (2013)
- Shahr-I Sokhta (2014)
- Susa (2015)
- Cảnh quan văn hóa của Maymand (2015)
- Hệ thống Cống dẫn nước ngầm Ba Tư (2016)
- Sa mạc Lut (2016)
- Thành phố lịch sử Yazd (2017)
- Cảnh quan khảo cổ Sassanid của vùng Fars (bao gồm Firuzabad, Bishapur và Sarvestan) (2018)
- Các khu rừng Hyrcanian (chung với Azerbaijan) (2019)
- Tuyến đường sắt xuyên Iran (2021)
- Cảnh quan văn hóa của Hawraman/Uramanat (2021)
- Nhà nghỉ lữ hành Ba Tư (2023)
- Các địa điểm thời tiền sử của Thung lũng Khorramabad (2025)

## Iraq(6)
- Hatra (1983)
- Assur (Qal'at Sherqat) (2003)
- Thành phố khảo cổ Samarra (2007)
- Thành cổ Erbil (2014)

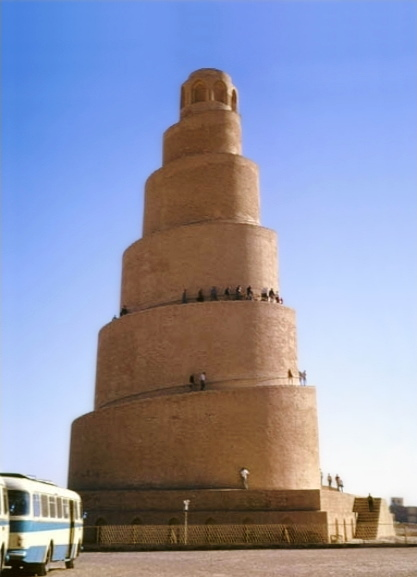
Thành phố khảo cổ Samarra

- Ahwar Nam Iraq: Khu bảo vệ đa dạng sinh học và Quang cảnh sót lại của các thành phố Lưỡng Hà (2016)
- Babylon (2019)

## Israel(9)
- Masada (2001)
- Thành phố cổ Acre (2001)

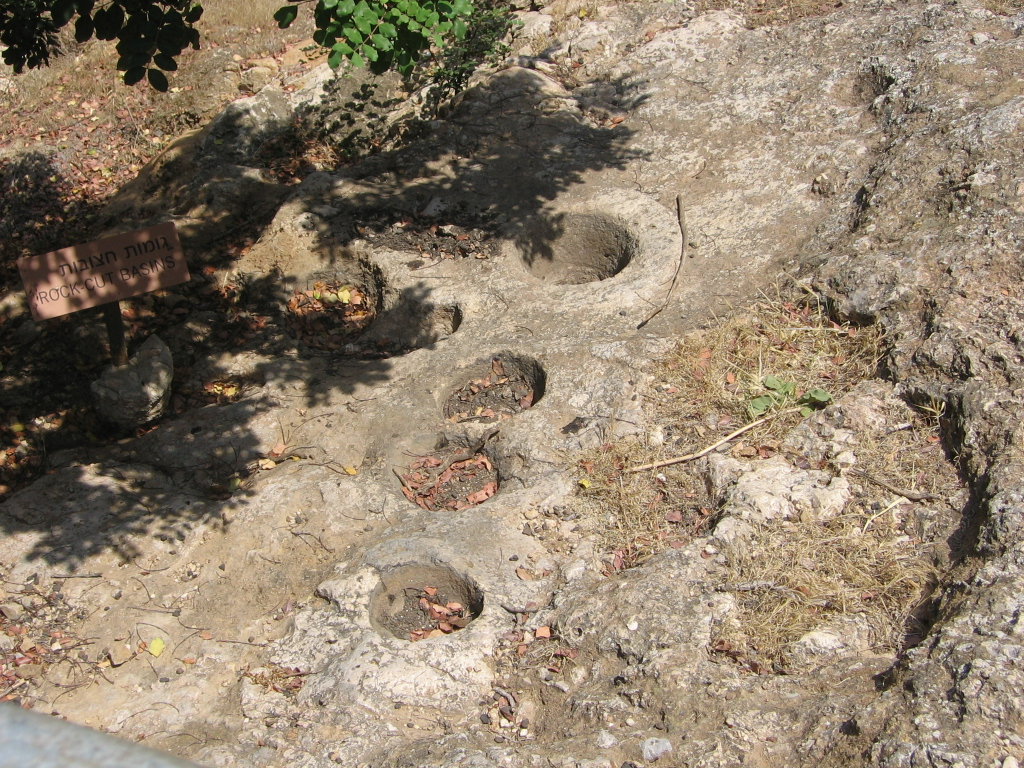
Di tích khảo cổ tại núi Carmel

- Thành phố trắng, Tel Aviv—Phong trào Kiến trúc hiện đại (2003)
- Các gò kinh thánh -Megiddo, Hazor và Beer Sheba (2005)
- Đường hương liệu - Các thành phố hoang mạc vùng Negev (2005)
- Các địa điểm linh thiêng của đạo Bahá'í tại Haifa và Tây Galilea (2008)
- Các di tích tiến hóa của loài người tại Núi Carmel: Các hang động Nahal Me'arot và Wadi-el Mughara (2012)
- Hang động Maresha và Bet-Guvrin tại vùng đất thấp xứ Judea, thế giới vĩ mô của Vùng đất của các hang động (2014)
- Necropolis Bet She’arim: Dấu mốc Đổi mới của người Do Thái (2015)

## Jerusalem(1)

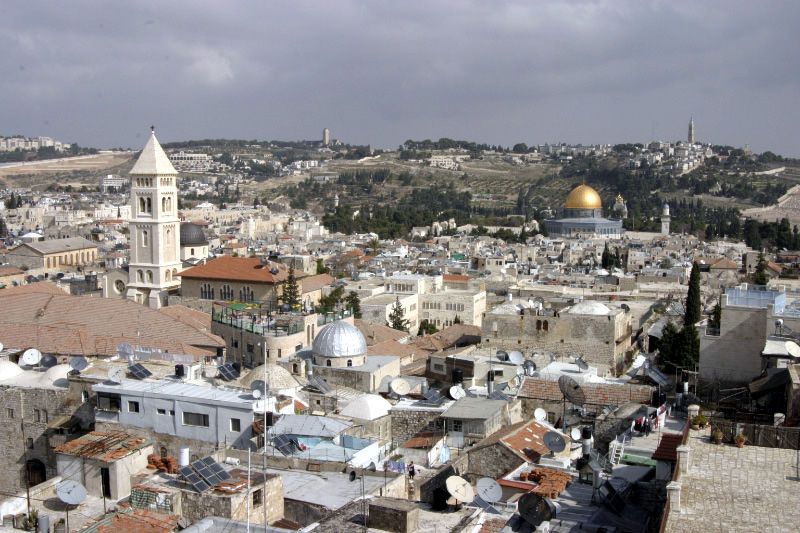
Thành cổ Jerusalem được đề cử bởi Jordan.

- Thành cổ Jerusalem (1981).

## Jordan(6)
- Petra (1985)
- Qasr Amra (1985)
- Um er-Rasas (2004)
- Khu bảo tồn Wadi Rum (2011)

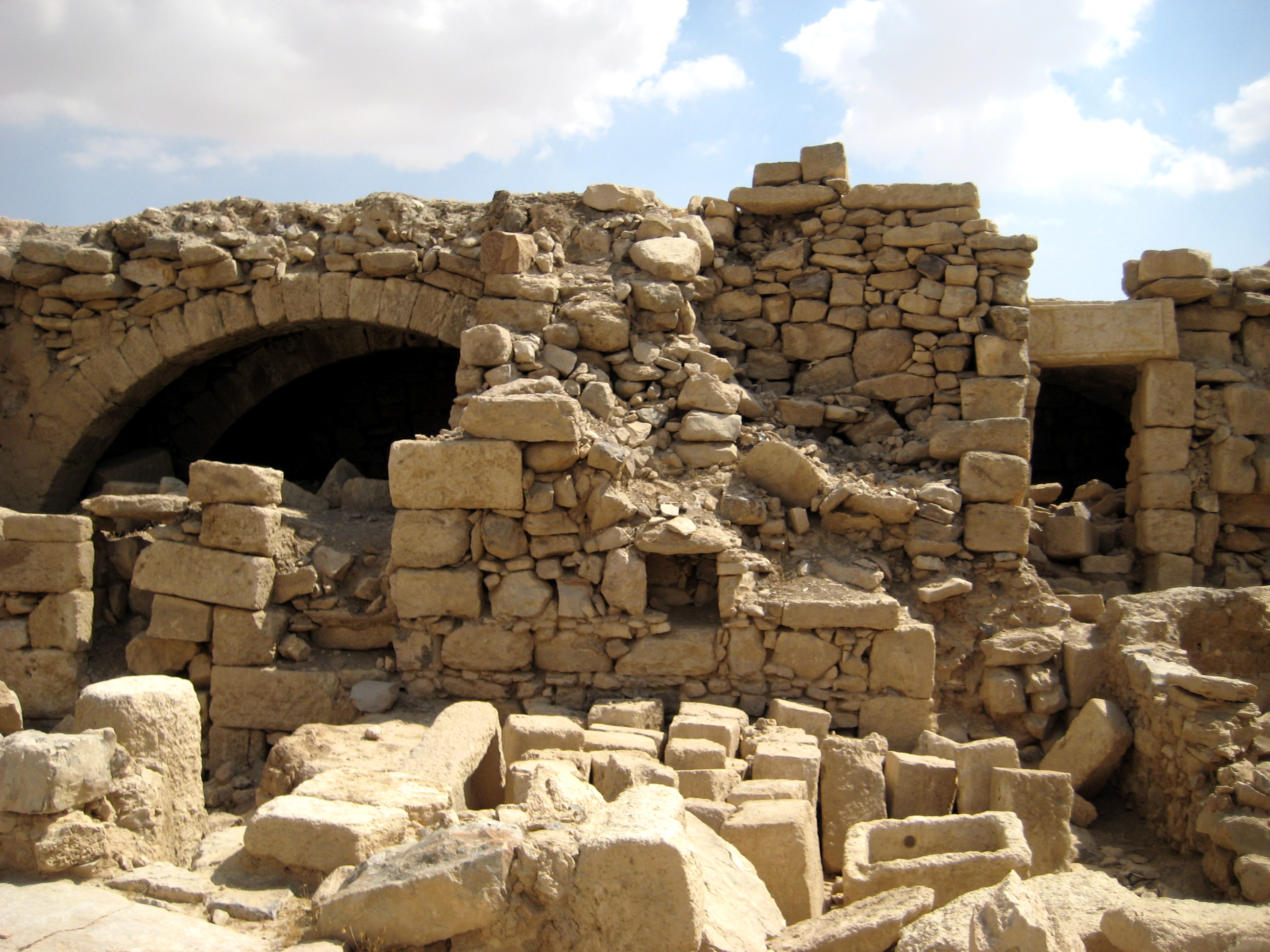
Um er-Rasas

- Địa điểm lễ rửa tội "Bethany Beyond của Jordan" (Al-Maghtas) (2015)
- Al-Salt (2021)

## Hàn Quốc(17)
- Chùa Haeinsa (1995)
- Đền Jongmyo (1995)

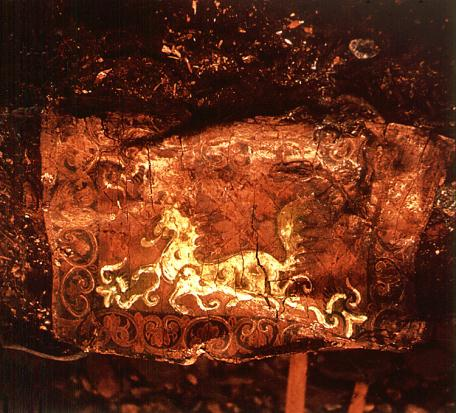
Bức tranh vẽ "Ngựa thiên đàng" trong gò mộ Cheonmachong trong Trung tâm lịch sử Gyeongju

- Hang động Seokguram và Đền Bulguksa (1995)
- Quần thể cung điện Changdeokgung (1997)
- Pháo đài Hwaseong ở Suwon (1997)
- Khu di chỉ mộ đá Gochang, Hwasun và Ganghwa (2000)
- Trung tâm lịch sử Gyeongju (2000)
- Đảo núi lửa Jeju và các ống nham thạch (2007)
- Quần thể lăng mộ Hoàng gia của Vương triều Joseon (2009)
- Các làng lịch sử Triều Tiên: Hahoe và Yangdong (2010)
- Thành Namhansanseong (2014)
- Khu vực lịch sử Bách Tế (2015)
- Sansa, tu viện Phật giáo ở vùng núi Hàn Quốc (2018)
- Seowon, Các học viện tiền Nho giáo tại Hàn Quốc (2019)
- Getbol, các bãi triều của Hàn Quốc (2021)
- Các mộ táng Già Da (2023)
- Chữ tượng hình dọc theo suối Bangucheon (2025)

## Kazakhstan(6)
- Lăng mộ Khoja Ahmed Yasavi (2003)

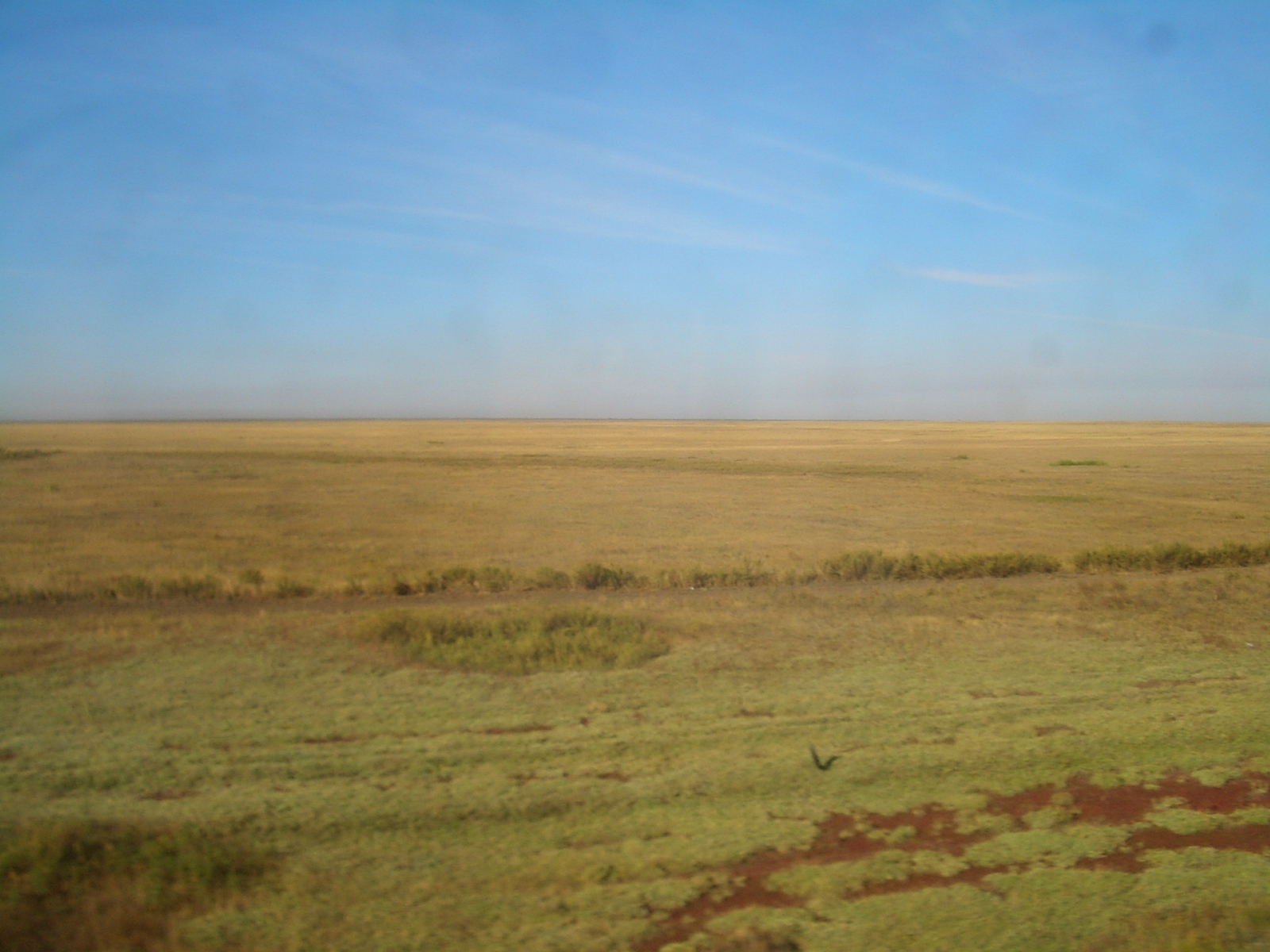
Saryarka - Các hồ và vùng thảo nguyên ở phía Bắc Kazakhstan

- Các hình khắc trên đá nằm trong Quang cảnh khảo cổ Tamgaly (2004)
- Saryarka - Các hồ và vùng thảo nguyên ở phía Bắc Kazakhstan (2008)
- Con đường tơ lụa: Mạng đường Trường An- Hành lang Thiên Sơn (cùng với Trung Quốc, Kyrgyzstan) (2014)
- Tây Thiên Sơn (chung với Kyrgyzstan và Uzbekistan) (2016)
- Các hoang mạc lạnh giá của Turan (chung với Turkmenistan, Uzbekistan) (2023)

## Kiribati(1)

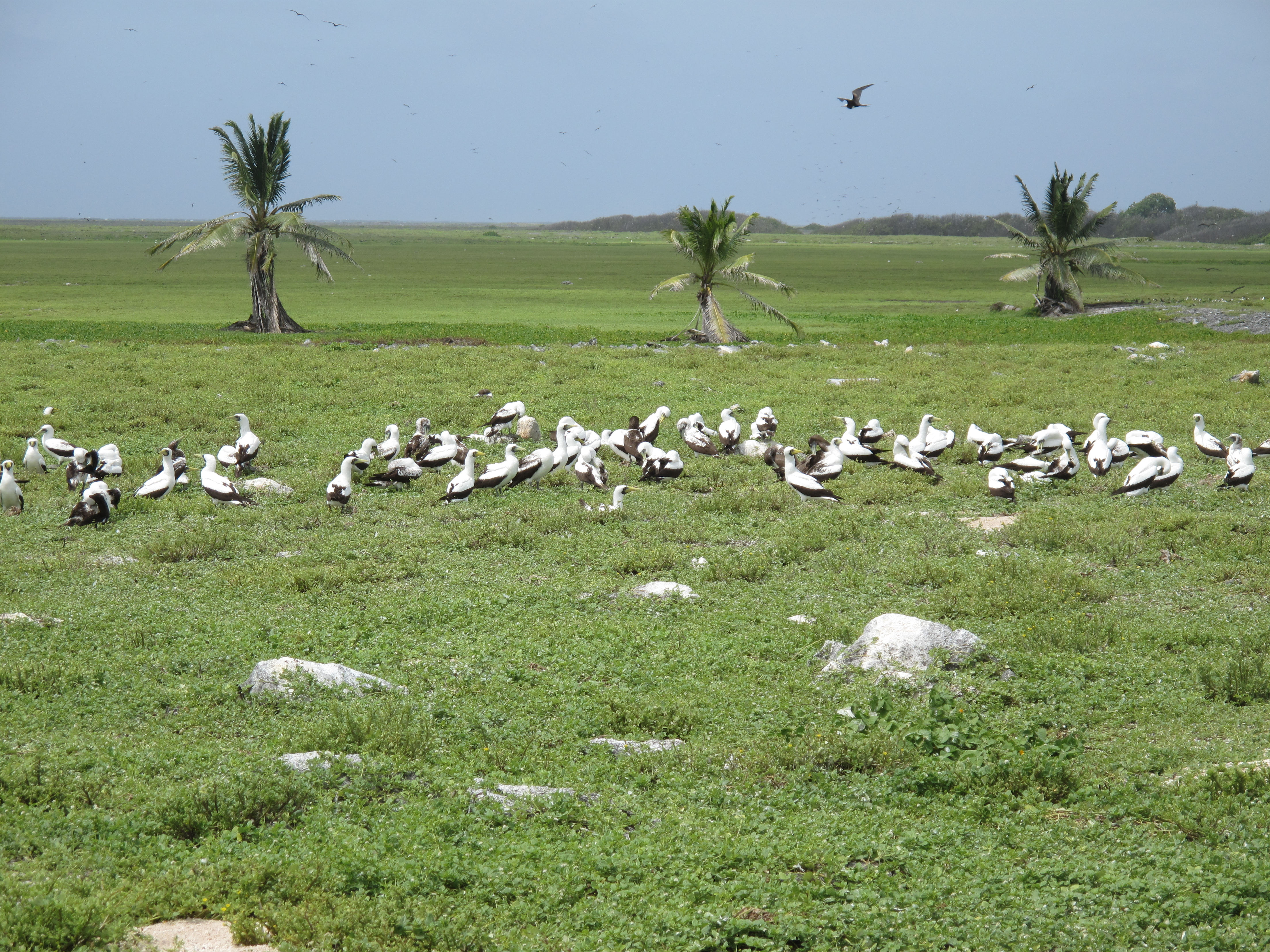
Những con mòng biển tại khu bảo tồn Quần đảo Phoenix.

- Khu bảo tồn Quần đảo Phoenix (2010)

## Kyrgyzstan(3)
- Núi thiêng Sulamain-Too (2009)

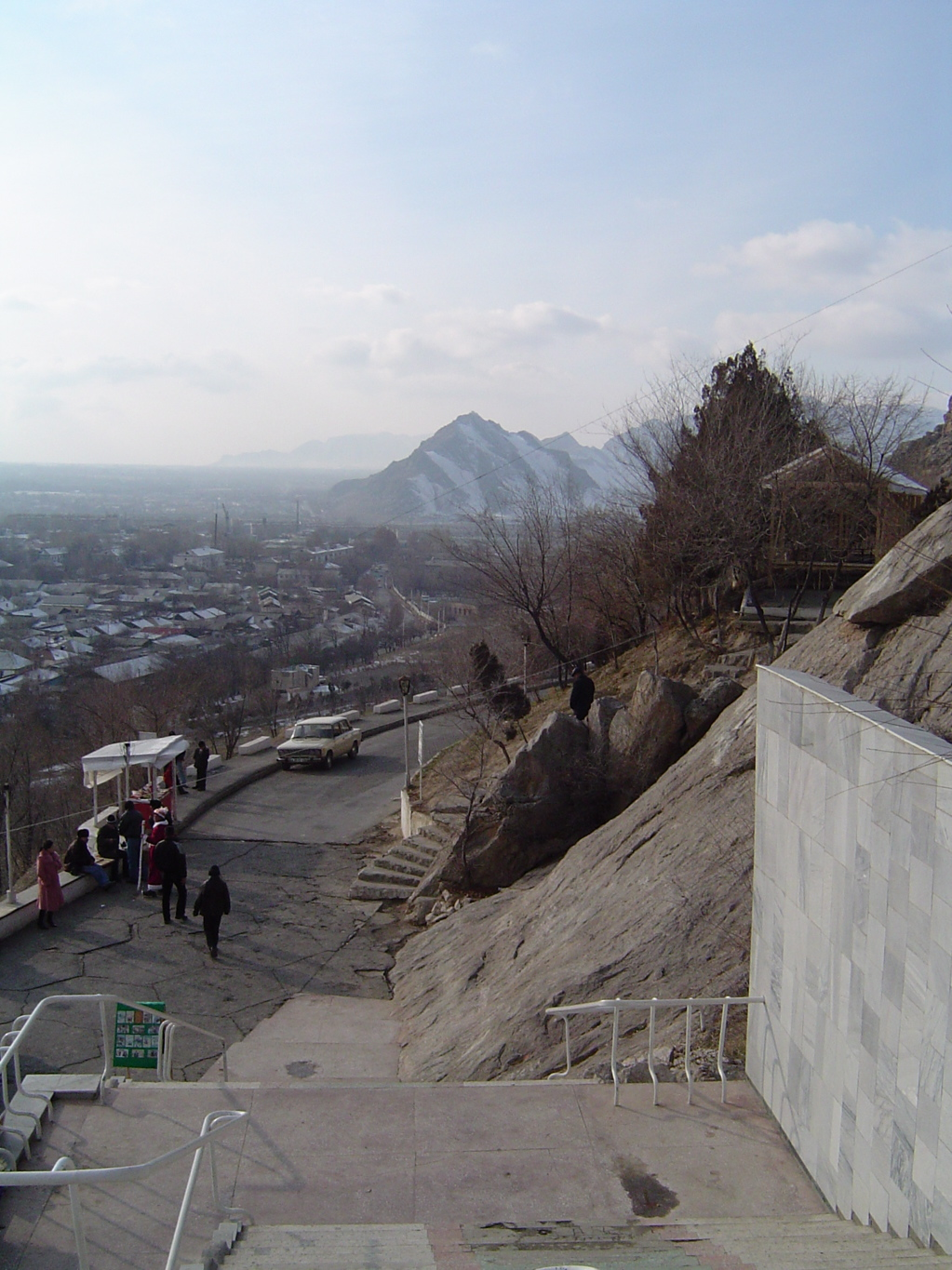
Núi thiêng Sulamain-Too

- Con đường tơ lụa: Mạng đường Trường An- Hành lang Thiên Sơn (cùng với Trung Quốc, Kazakhstan) (2014)
- Tây Thiên Sơn (chung với Kazakhstan và Uzbekistan) (2016)

## Lào(4)
- Luang Phrabang (1995)

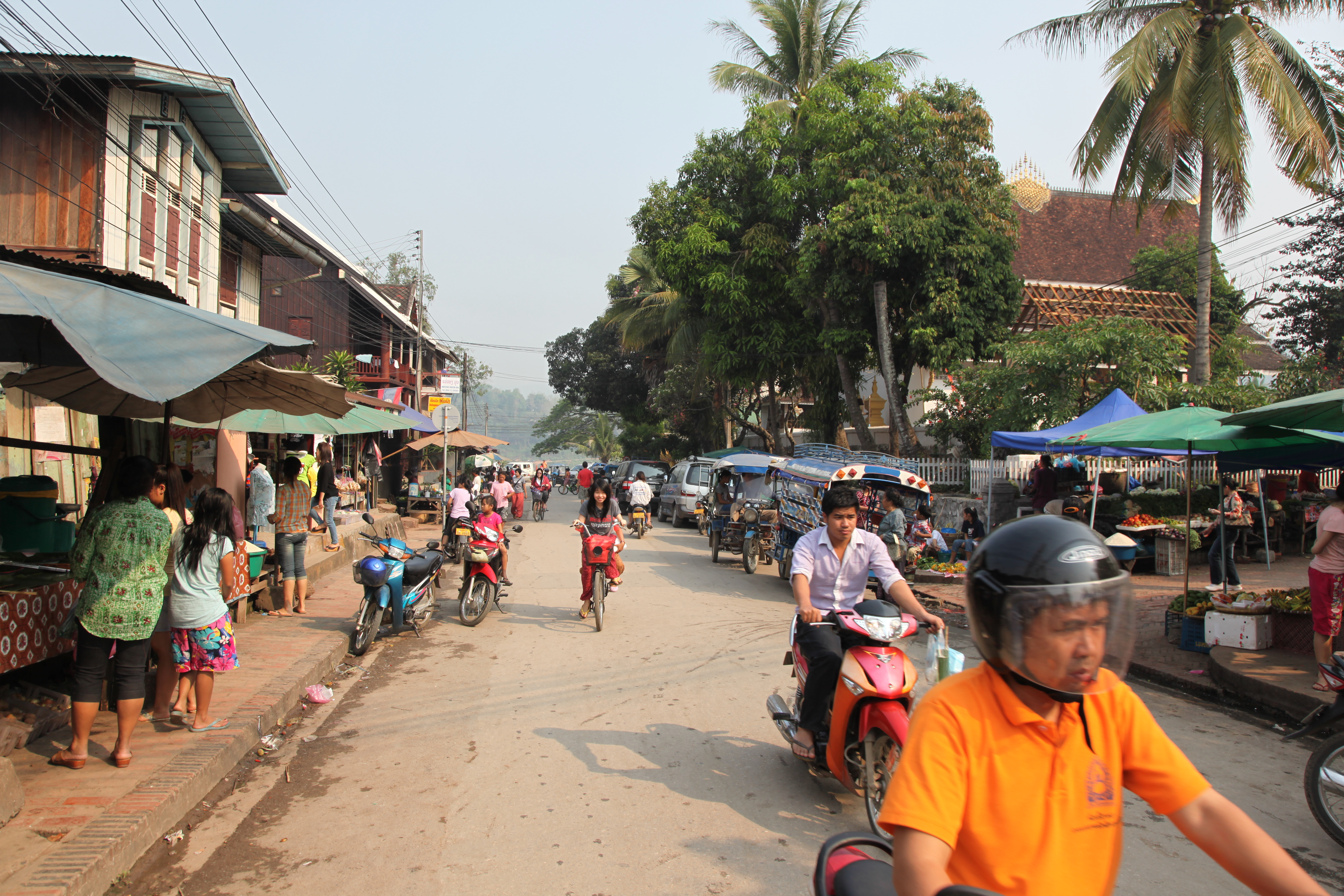
Thành phố Luang Phrabang

- Wat Phou và các khu định cư cổ lân cận nằm trong Quanh cảnh văn hóa Champasak (2001)
- Các di chỉ cự thạch ở Xiengkhouang-Cánh đồng Chum (2019)
- Vườn quốc gia Phong Nha-Kẻ Bàng và Hin Namno (chung với Việt Nam) (2025)

## Liban(6)
- Anjar (1984)
- Các đền thờ tại Baalbek (1984)
- Byblos (1984)
- Týros (1984)

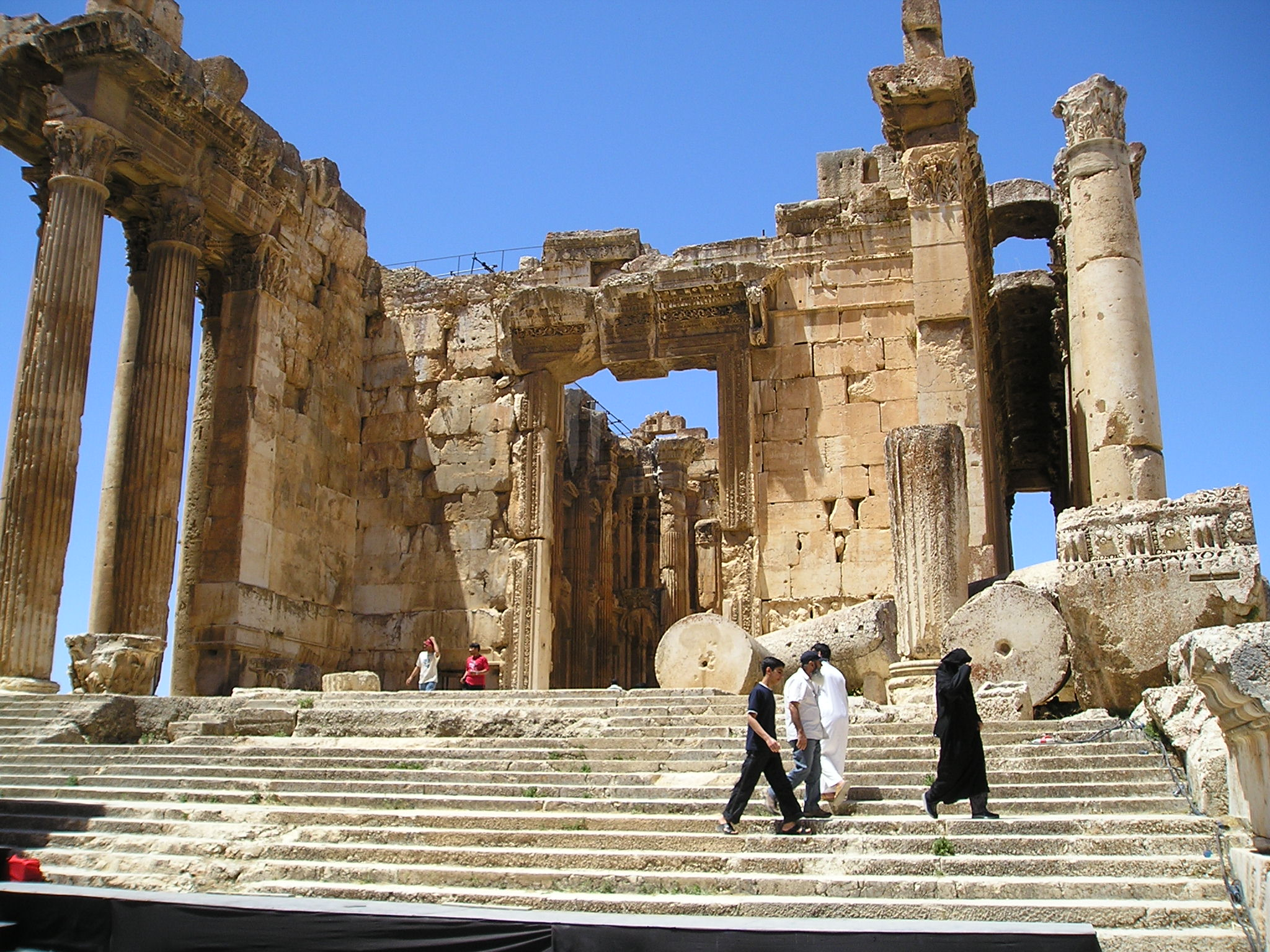
Baalbek.

- Ouadi Qadisha (Thung lũng thiêng) và Rừng tuyết tùng của Chúa (Horsh Ảrz- el Rab) (1998)
- Hội chợ quốc tế Rachid Karami-Tripoli (2023)

## Malaysia(5)
- Vườn quốc gia Gunung Mulu (2000)
- Công viên Kinabalu (2000)

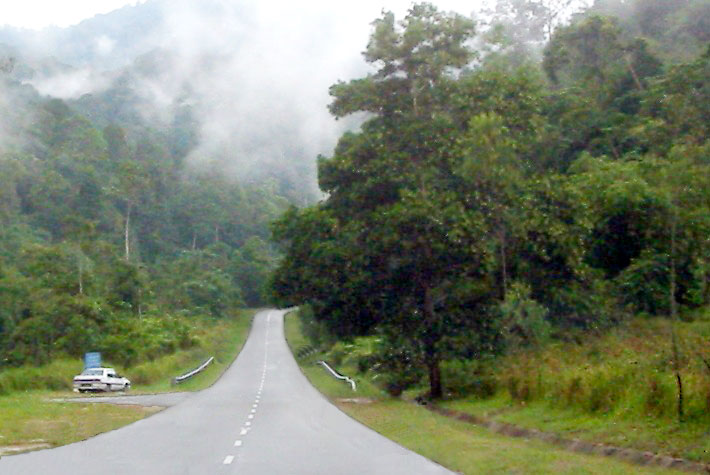
Di sản khảo cổ tại thung lũng Lenggong.

- Các thành phố Lịch sử của Eo biển Malacca (George Town và Melaka) (2008)
- Di sản khảo cổ tại thung lũng Lenggong (2012)
- Viện Nghiên cứu Lâm nghiệp Malaysia Rừng quốc gia Selangor (2025)

## Micronesia(1)

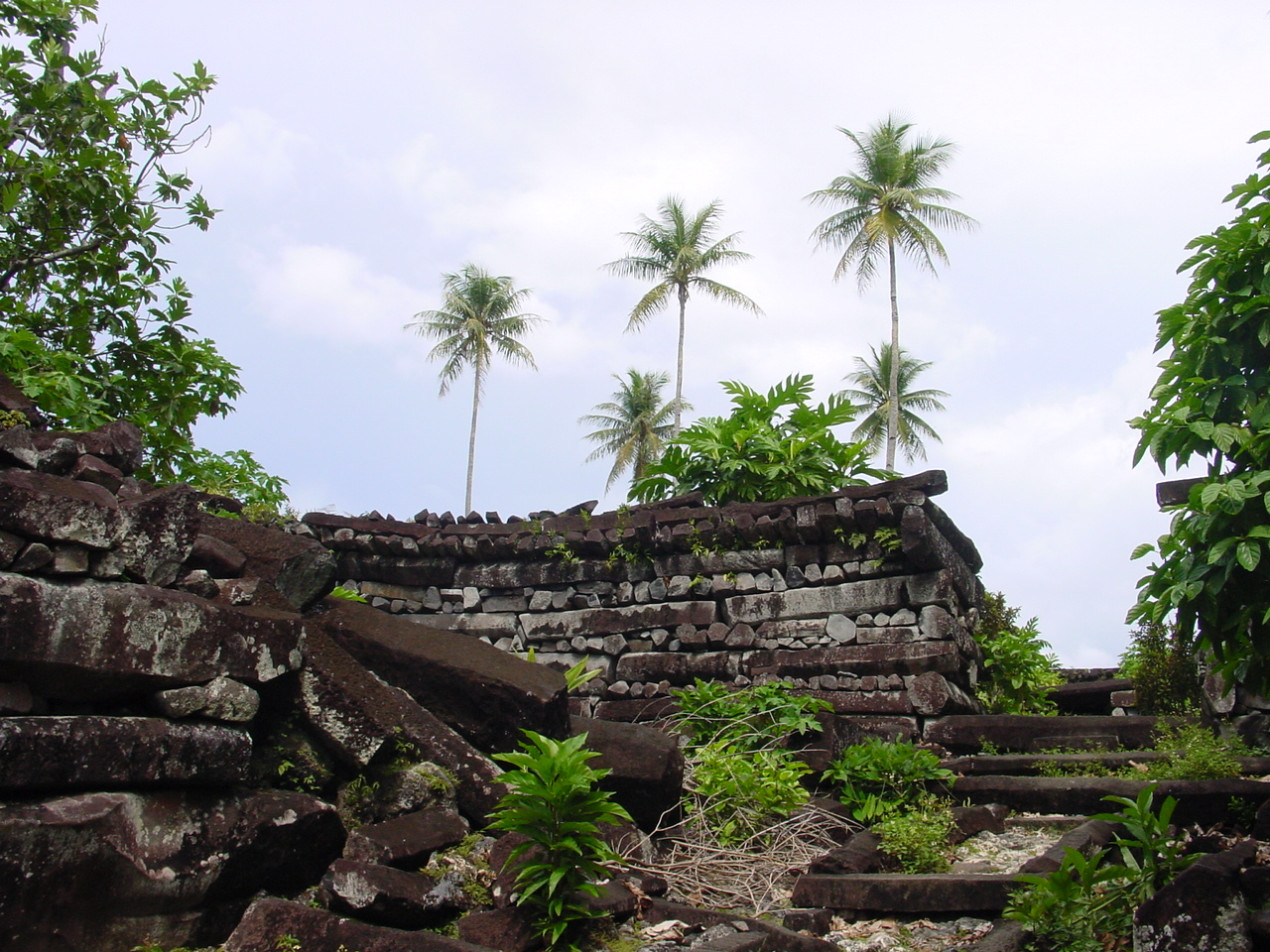
Nan Madol.

- Nan Madol: Trung tâm nghi lễ tôn giáo Đông Micronesia (2016)

## Mông Cổ(6)

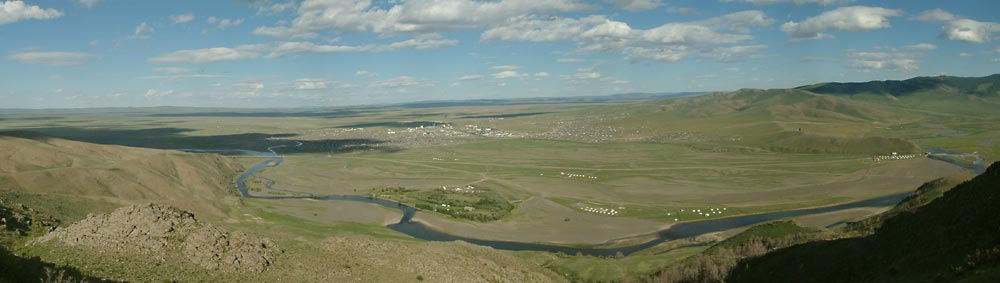
Thung lũng Orkhon

- Lưu vực Hồ Uvs (chung với Liên bang Nga) (2003)
- Thung lũng Orkhon (2004)
- Tranh khắc đá trên dãy Altay (2011)
- Dãy núi Burkhan Khaldun vĩ đại và khu vực cảnh quan thiêng liêng xung quanh nó (2015)
- Quang cảnh Dauria (chung với Liên bang Nga) (2017)
- Các tượng đá và các địa điểm Thời đại đồ đồng có liên quan (2023)

## Myanmar(2)

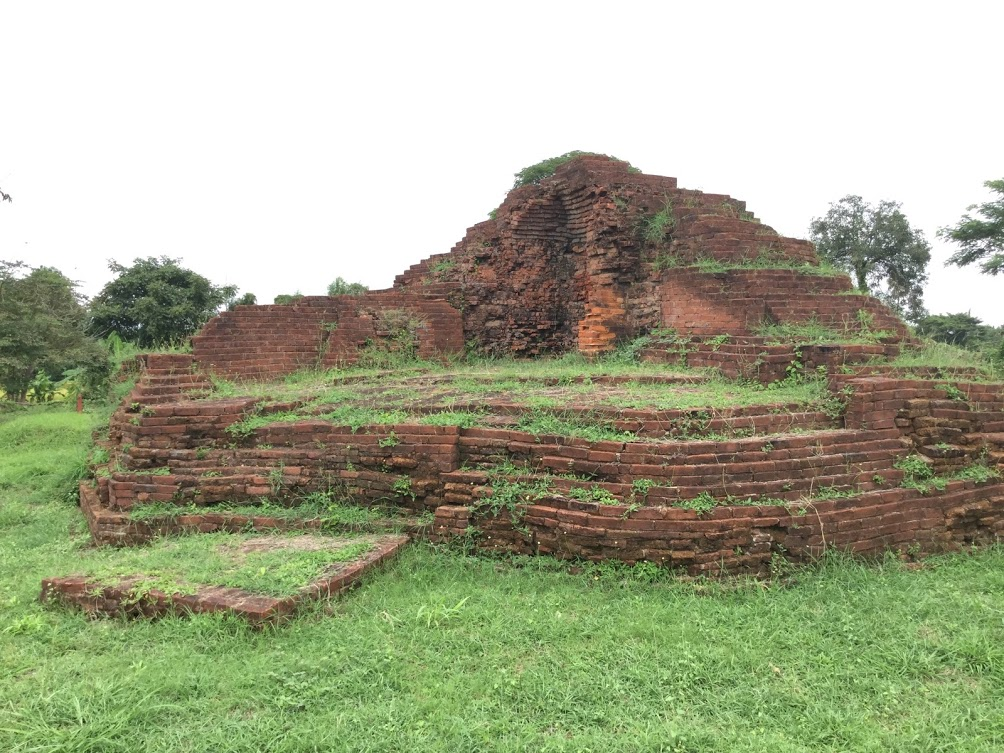
Sri Ksetra, Các thị quốc Pyu.

- Các thị quốc Pyu (2014)
- Bagan (2019)

## Nepal(4)
- Thung lũng Kathmandu (1979)
- Vườn quốc gia Sagarmatha (1979)
- Vườn quốc gia Chitwan (1984)

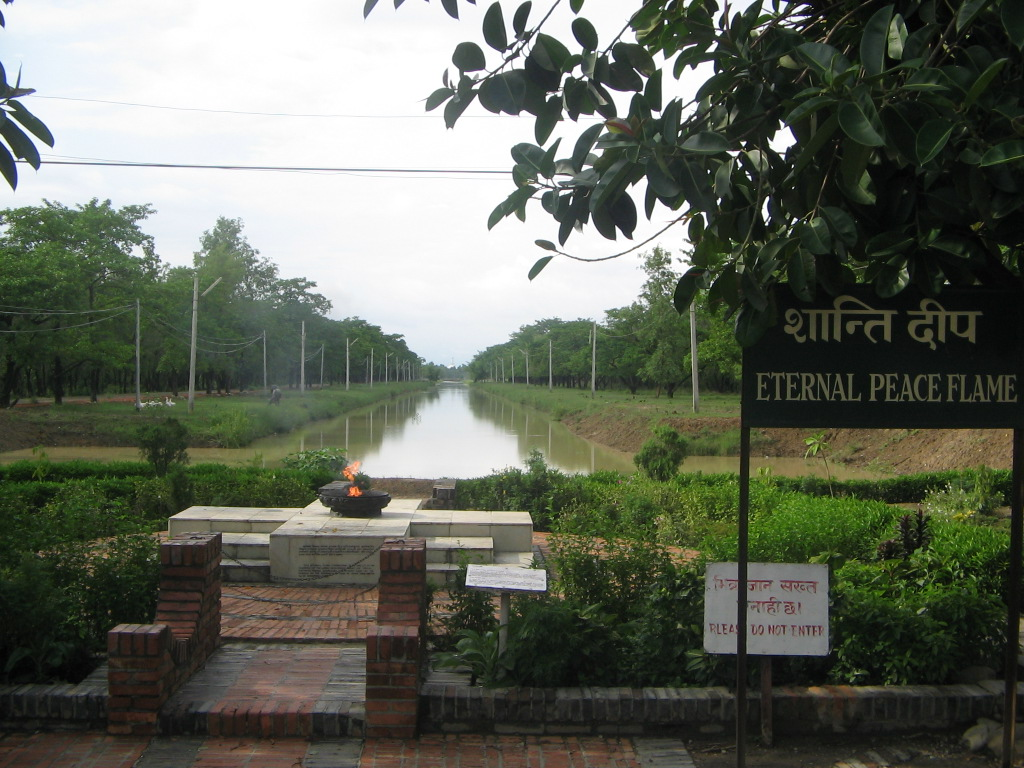
Lumbini, nơi sinh của Tất-đạt-đa Cồ-đàm

- Lumbini, nơi sinh của Tất-đạt-đa Cồ-đàm (1997)

## New Zealand(3)

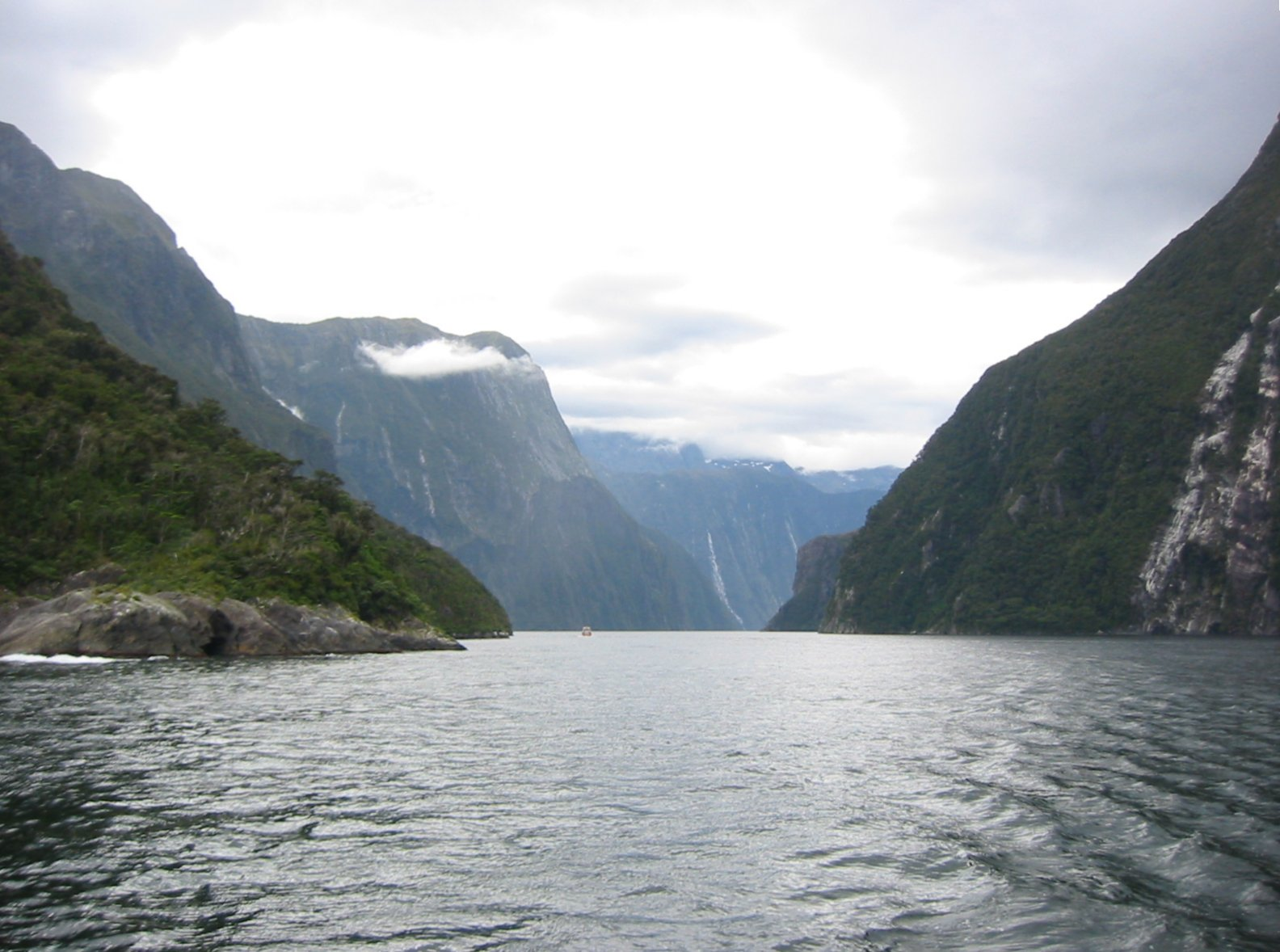
Milford Sound thuộc Te Wahipounamu.

- Te Wahipounamu - Các vườn quốc gia Tây Nam New Zealand (1990)
- Vườn quốc gia Tongariro (1990)
- Các hòn đảo nằm gần Nam Cực của New Zealand (Đảo Campbell và các Quần đảo Snares, Bounty, Antipodes, Auckland) (1998)

## Nhật Bản(25)

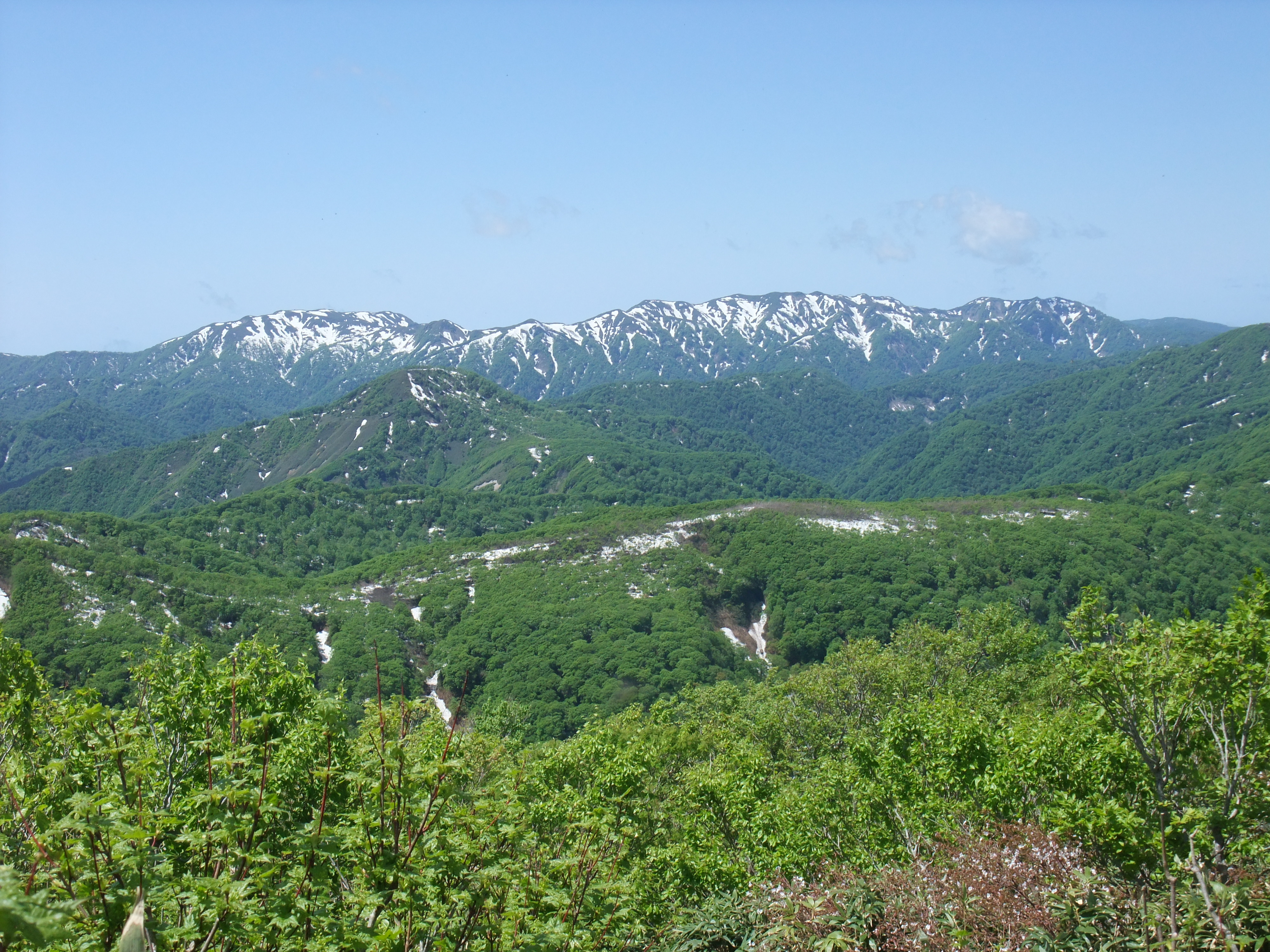
Cảnh quan của Vùng núi Shirakami.

Di sản văn hóa Hiraizumi.

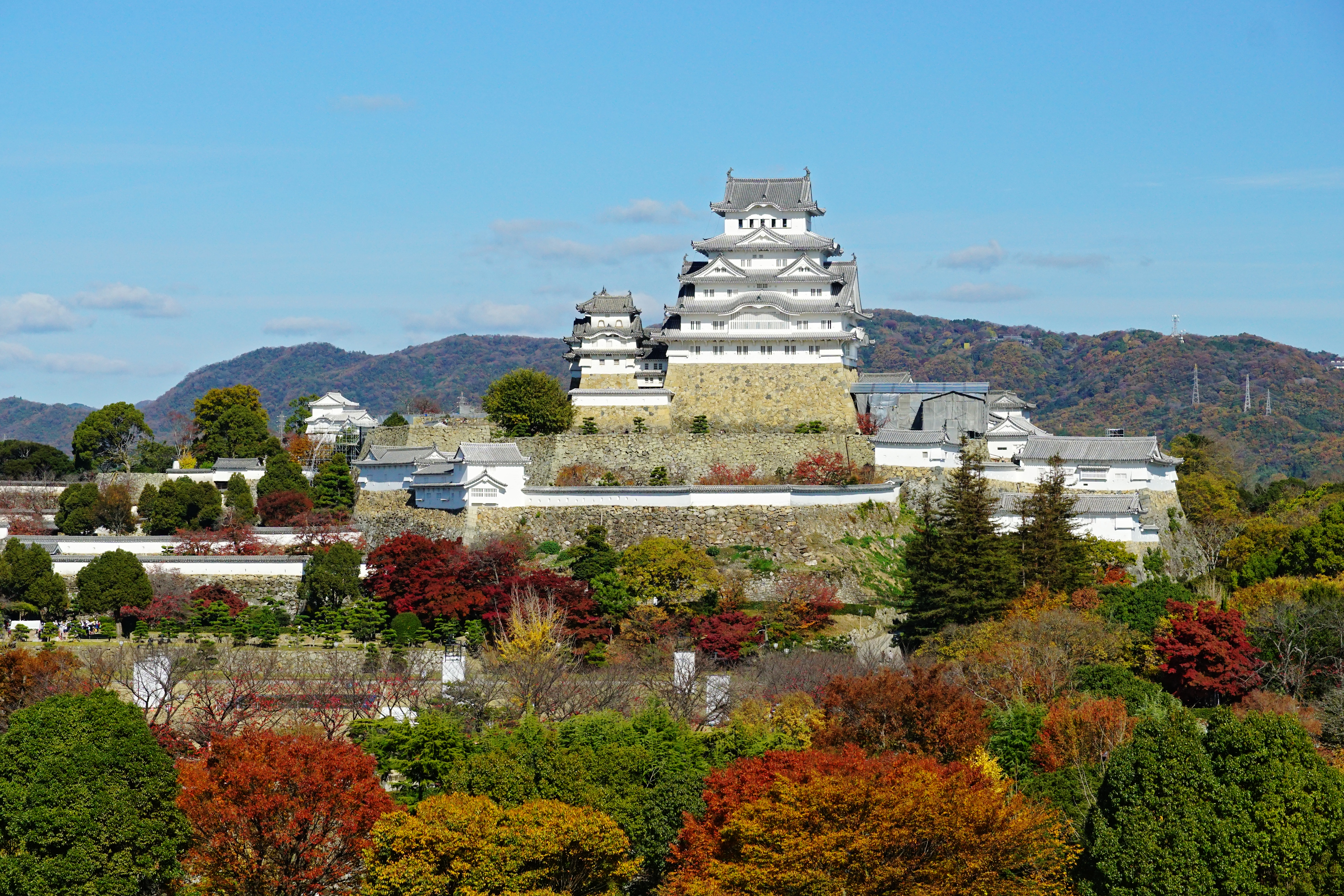
Thành Himeji

- Quần thể kiến trúc Phật giáo khu vực chùa Horyuji (1993)
- Thành Himeji (1993)
- Yakushima (1993)
- Vùng núi Shirakami (1993)
- Di sản văn hóa cổ đô Kyoto (1994)
- Làng lịch sử Shirakawa-go và Gokayama (1995)
- Khu tưởng niệm Hòa bình Hiroshima (1996)
- Đền Itsukushima (1996)
- Di tích Lịch sử của Nara cổ (1998)
- Đền chùa Nikkō (1999)
- Các di chỉ Gusuku và di sản liên quan của Vương quốc Lưu Cầu (2000)
- Thánh địa và đường hành hương vùng núi Kii (2004)
- Vườn quốc gia Shiretoko (2005)
- Mỏ bạc Iwami Ginzan và cảnh quan văn hóa của nó (2007)
- Di sản văn hóa Hiraizumi: Các đền thờ, vườn và di chỉ khảo cổ đại diện cho Tịnh độ tông (2011)
- Quần đảo Ogasawara (2011)
- Núi Phú Sĩ, địa điểm linh thiêng và nguồn cảm hứng nghệ thuật (2013)
- Nhà máy dệt lụa Tomioka và các khu vực liên quan (2014)
- Các địa điểm của Cải cách Công nghiệp Minh Trị tại Nhật Bản: Sắt thép, Đóng tàu và Khai mỏ (2015)
- Công trình kiến trúc của Le Corbusier, một đóng góp nổi bật cho Phong trào kiến trúc hiện đại (chung với Argentina, Pháp, Đức, Thụy Sĩ, Bỉ và Ấn Độ) (2016)
- Đảo linh thiêng Okinoshima và các địa điểm liên quan ở vùng Munakata (2017)
- Các nhà thờ và địa điểm Cơ đốc giáo tại Nagasaki (2018)
- Nhóm lăng mộ Mozu-Furuichi: Các gò mộ của Nhật Bản cổ (2019)
- Đảo Amami Oshima, Tokunoshima, phía Bắc đảo Okinawa và đảo Iriomote (2021)
- Các di chỉ thời tiền sử Jōmon tại miền Bắc Nhật Bản (2021)

## Oman(5)
- Pháo đài Bahla (1987)

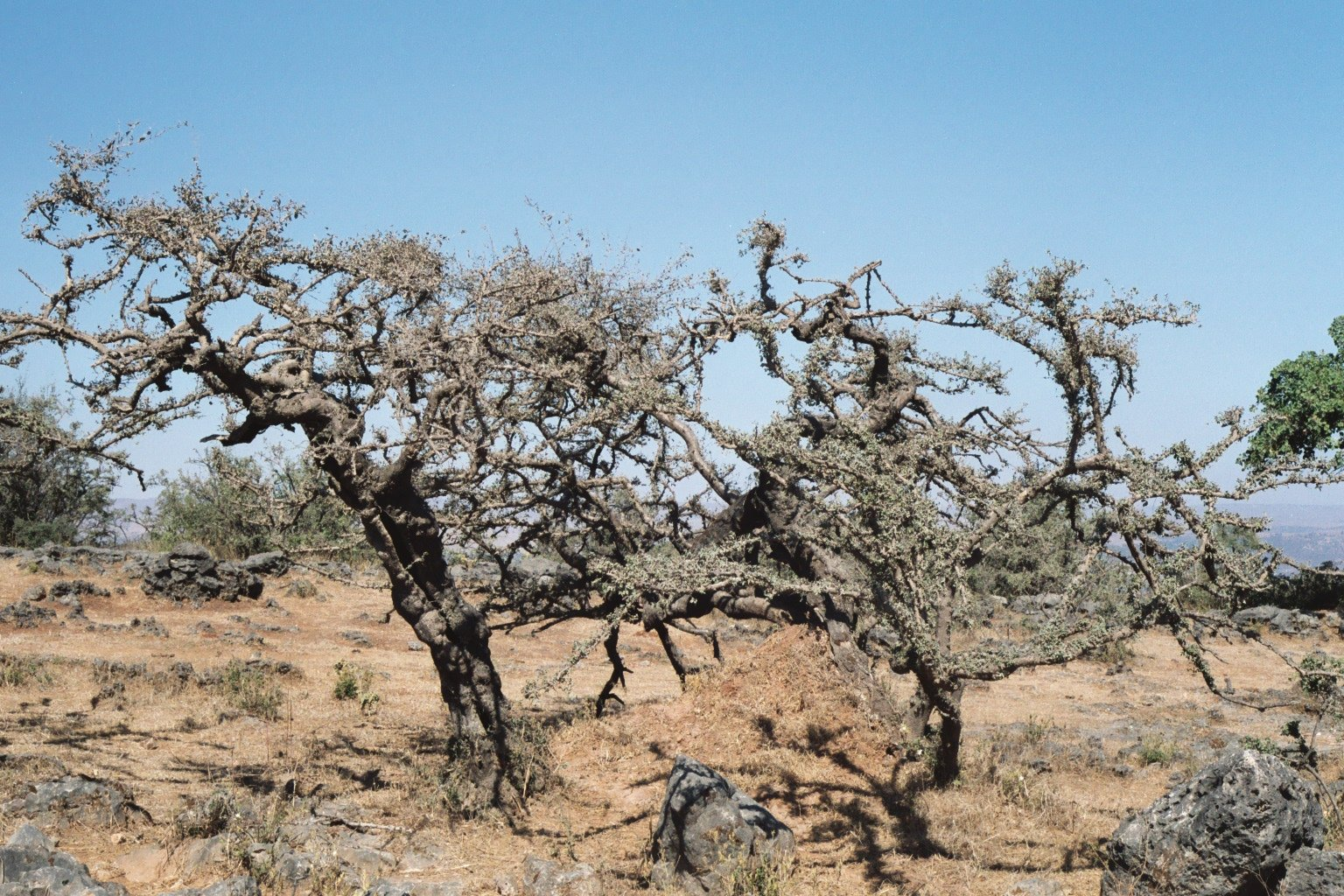
Con đường trầm hương.

- Di chỉ khảo cổ Bat, Al-Khutm và Al-Ayn (1988)
- Khu bảo tồn linh dương Ả Rập (1994) (bị rút khỏi danh sách năm 2007)
- Con đường hương liệu (2000)
- Hệ thống thủy lợi Aflaj (2006)
- Thành phố cổ Qalhat (2018)

## Pakistan(6)

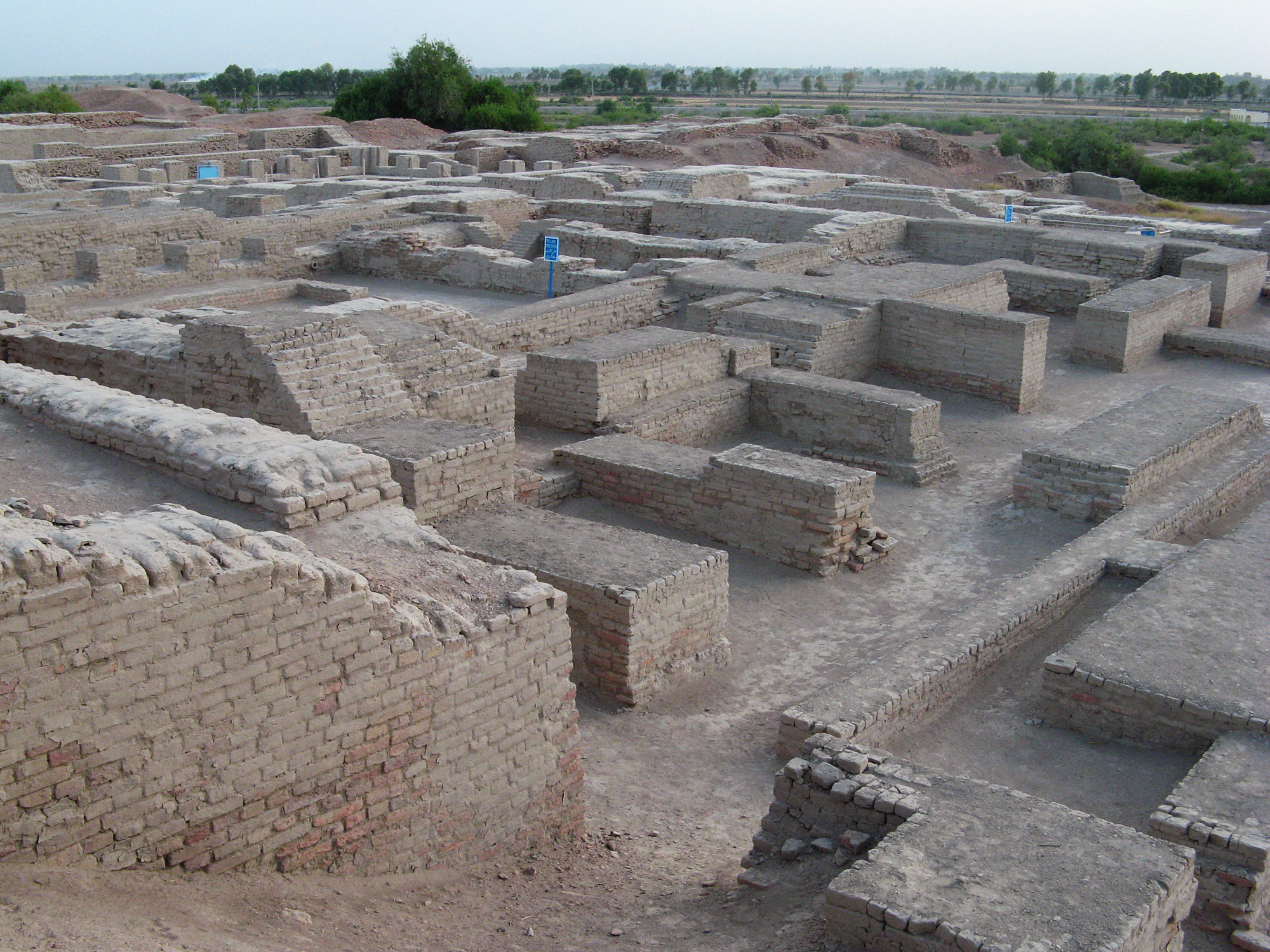
Di chỉ khảo cổ Mohenjo-daro.

- Di chỉ khảo cổ Mohenjo-daro (1980)
- Khu phế tích đạo Phật ở Takht-i-Bahi (1980)
- Taxila (1980)
- Pháo đài Lahore và vườn Shalimar (1981)
- Các công trình lịch sử tại Makli, Thatta (1981)
- Pháo đài Rohtas (1997)

## Nhà nước Palestine(4)

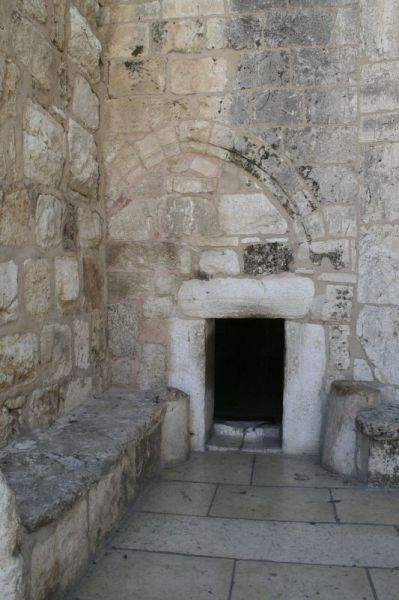
Nơi sinh của Chúa Jesus: Nhà thờ Giáng Sinh và đường hành hương tại Bethlehem

- Nơi sinh của Chúa Jesus: Nhà thờ Giáng Sinh và đường hành hương tại Bethlehem (2012)
- Palestine: Vùng đất Ô liu và rượu vang – Cảnh văn hóa của miền Nam Jerusalem, Battir (2014)
- Thị trấn cổ Hebron/Al-Khalil (2017)
- Jericho cổ đại/Tell es-Sultan (2023)

## Papua New Guinea(1)

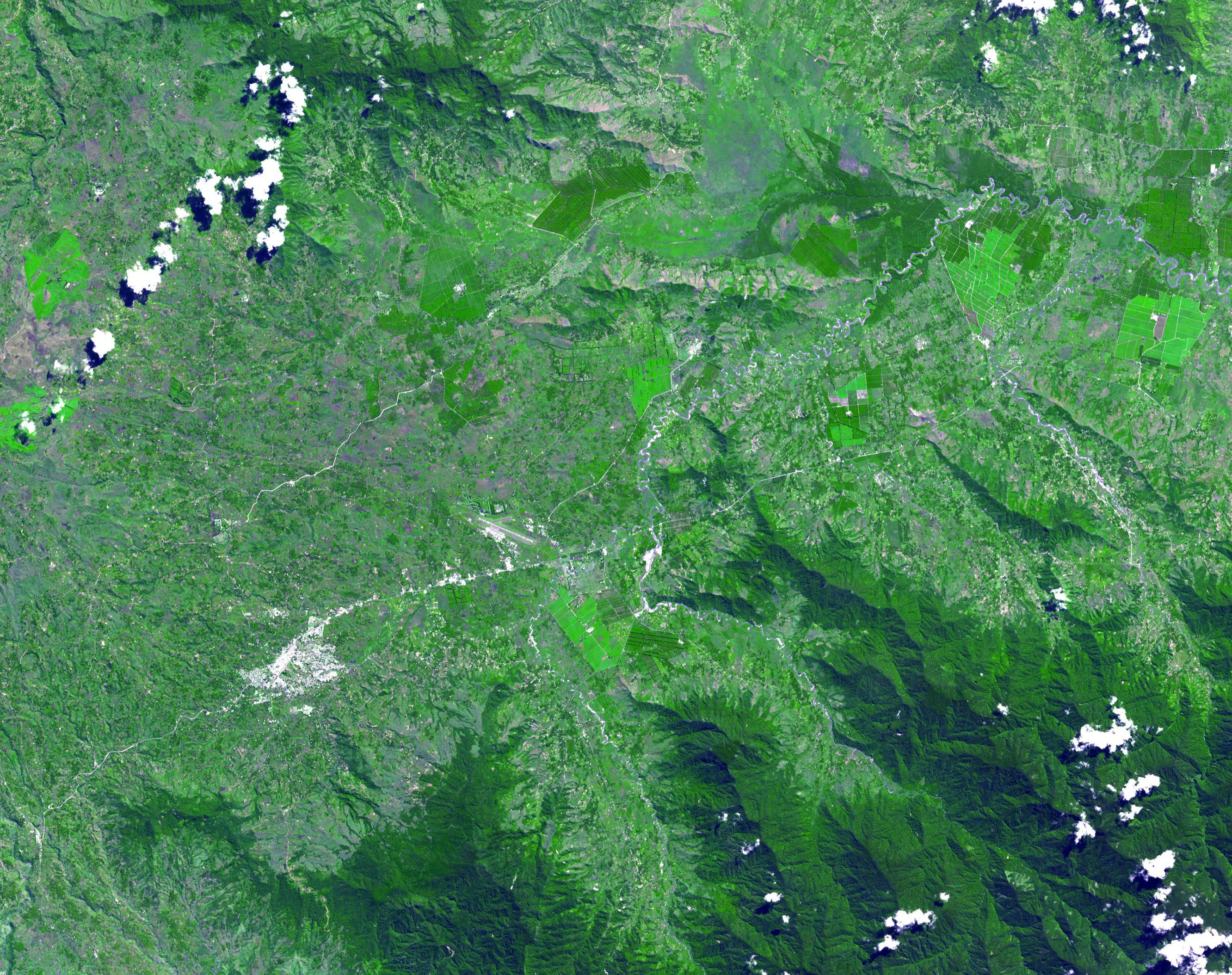
Di chỉ canh tác nông nghiệp Kuk

- Di chỉ canh tác nông nghiệp Kuk (2008)

## Philippines(6)

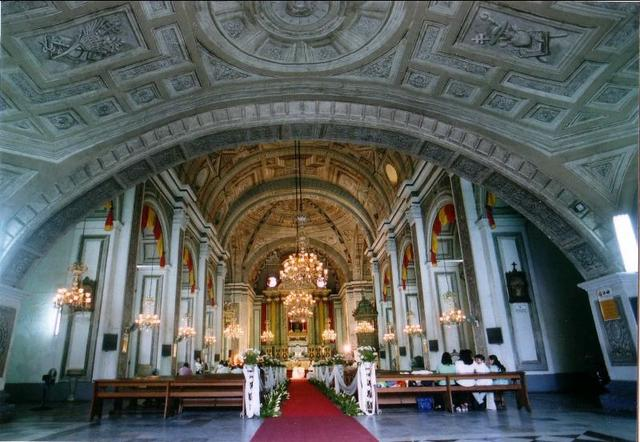
Các nhà thờ kiểu Baroque của Philippines

- Các nhà thờ kiểu Baroque của Philippines (1993)
- Rạn san hô Tubbataha (1993)
- Ruộng bậc thang của Philippine Cordilleras (1995)
- Thị trấn lịch sử Vigan (1999)
- Vườn quốc gia sông Puerto Princesa (1999)
- Khu bảo tồn động vật hoang dã Núi Hamiguitan (2014)

## Qatar(1)

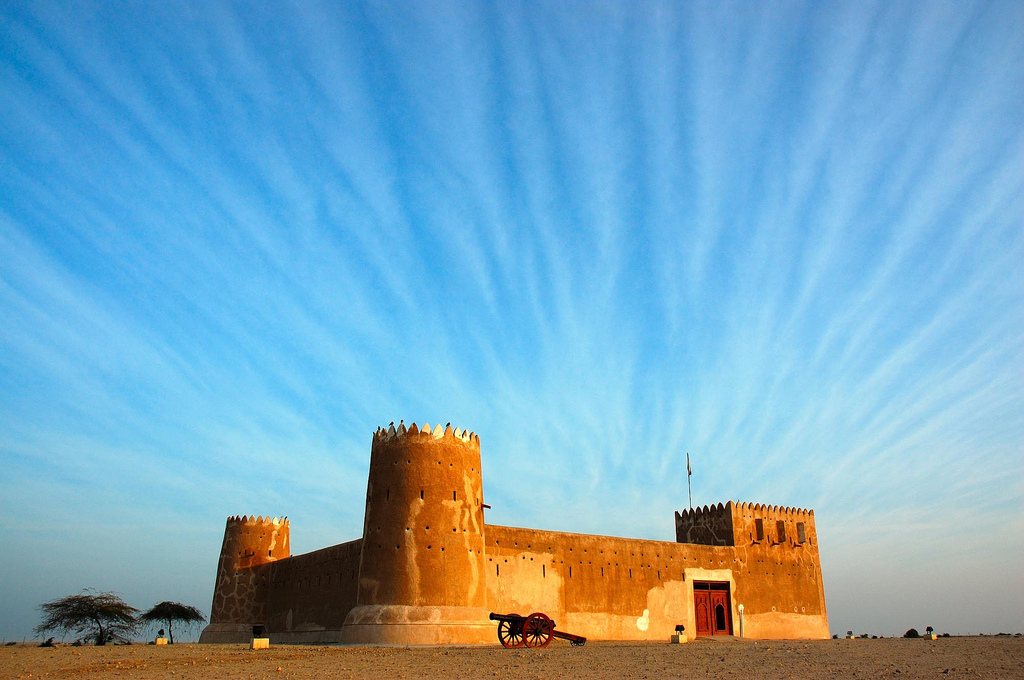
Pháo đài Al Zubarah.

- Di chỉ khảo cổ Al Zubarah (2013)

## Quần đảo Marshall(1)

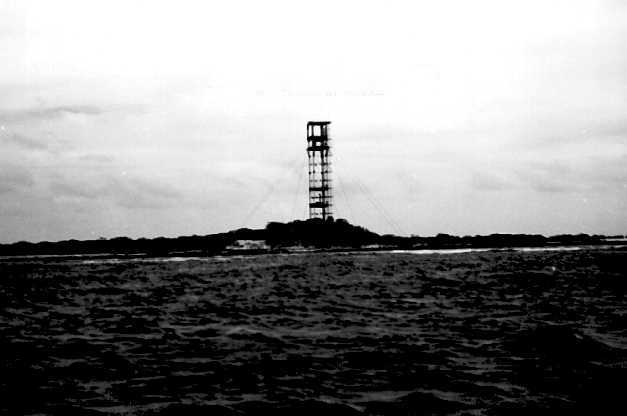
Tháp thử nghiệm hạt nhân trên Đảo san hô Bikini

- Nơi thử nghiệm hạt nhân trên Đảo san hô Bikini (2010)

## Quần đảo Palau(1)

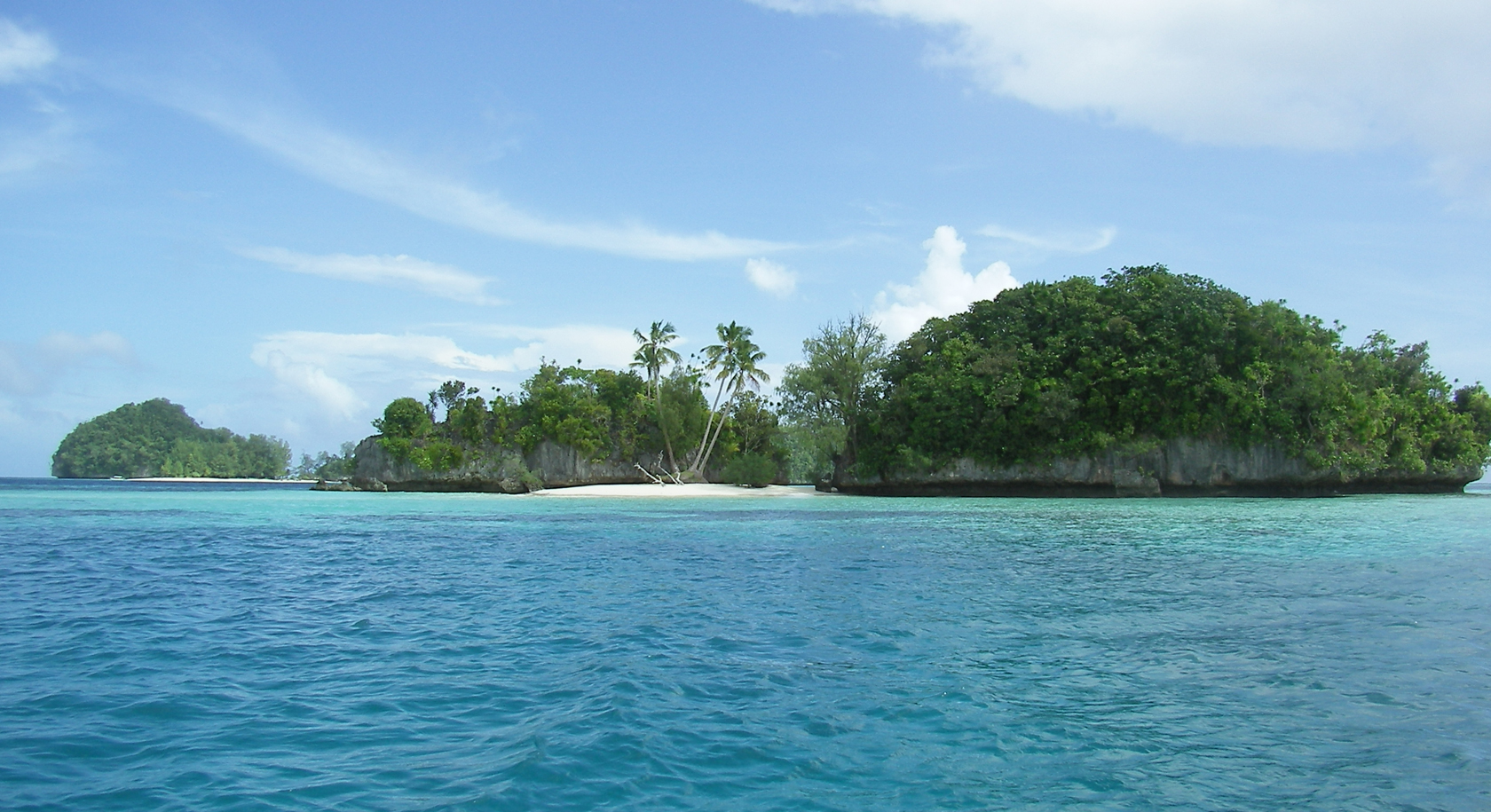
Quần đảo Rock

- Quần đảo Rock - Các phá ngầm nam Palau (2012)

## Singapore(1)

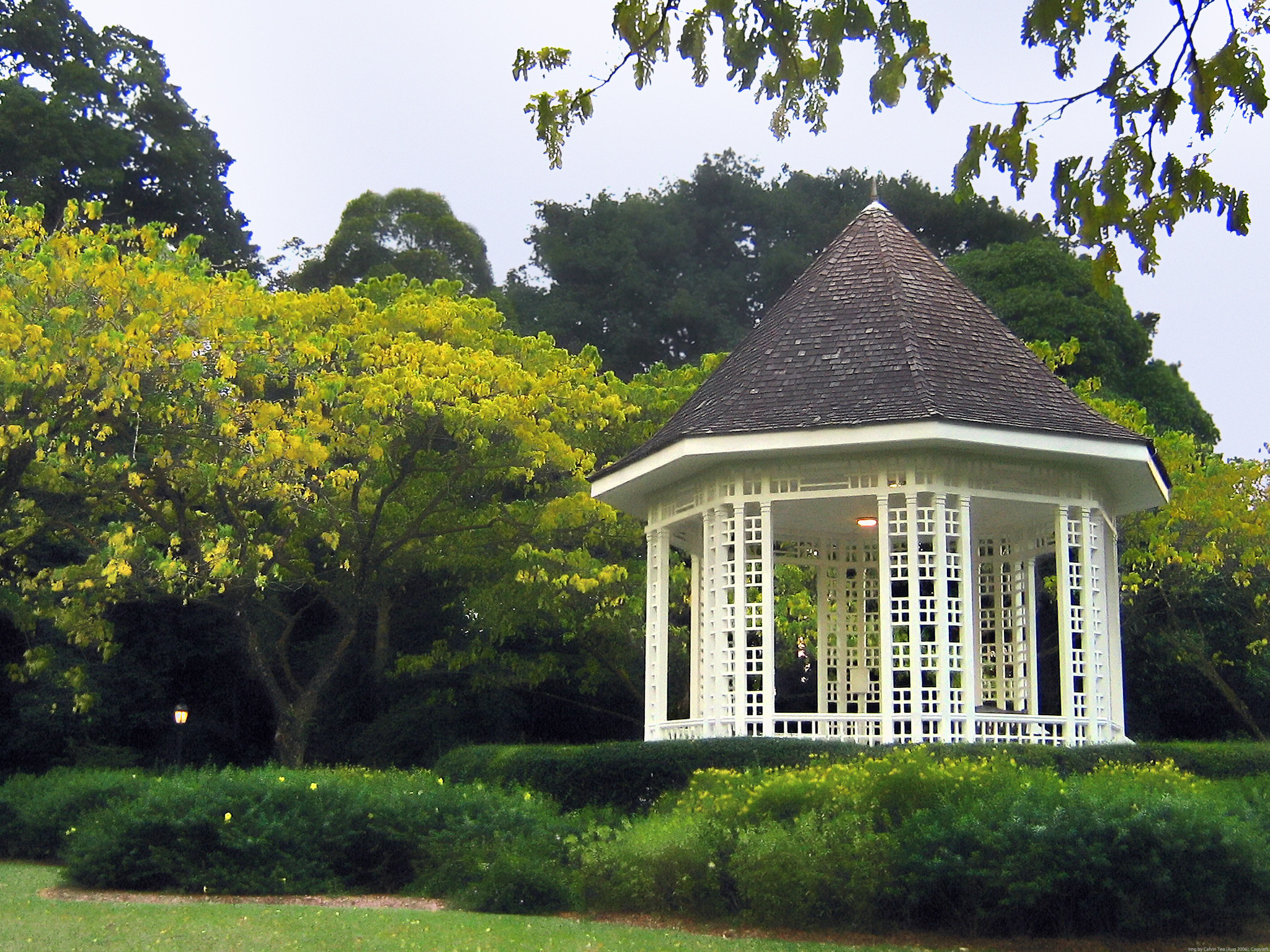
Vọng lâu tại Vườn bách thảo Singapore.

- Vườn bách thảo Singapore (2015)

## Quần đảo Solomon(1)

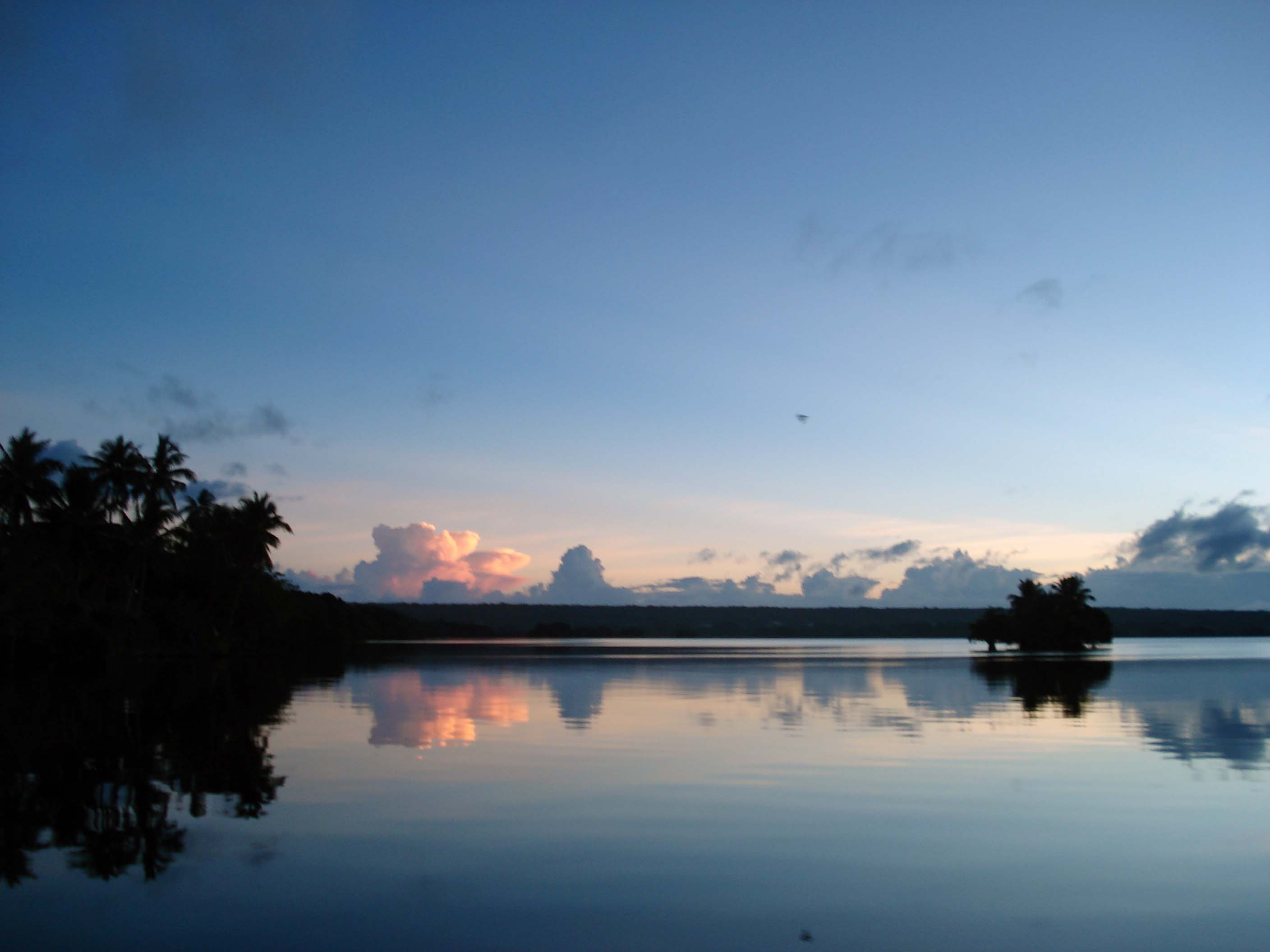
East Rennell

- East Rennell (1998)

## Sri Lanka(8)
- Thành phố cổ Polonnaruwa (1982)
- Thành phố cổ Sigiriya (1982)

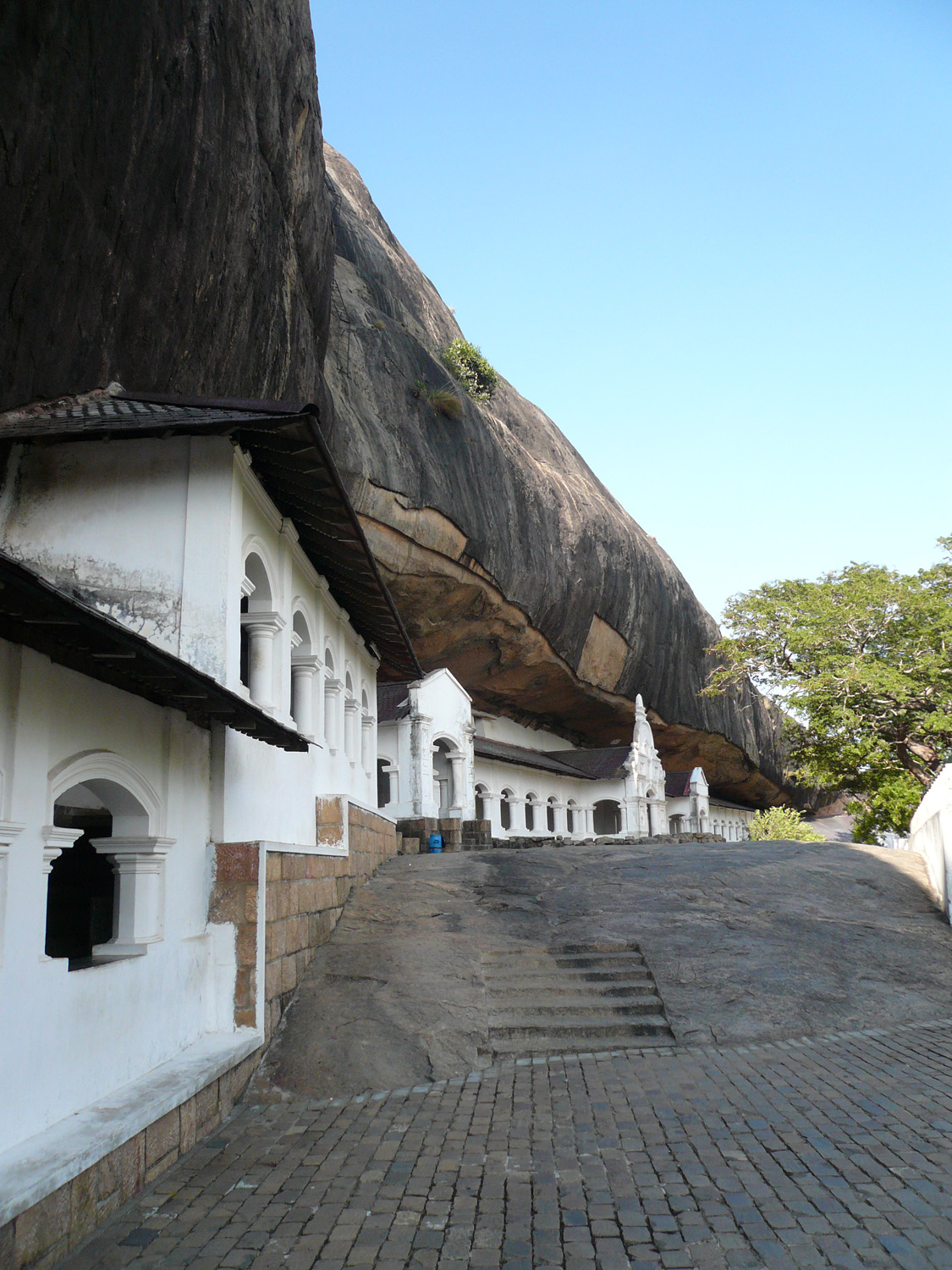
Đền thờ động Dambulla

- Thành phố linh thiêng Anuradhapura (1982)
- Thị trấn cổ Galle (1988)
- Thành phố linh thiêng Kandy (1988)
- Khu Bảo tồn rừng Sinharaja (1988)
- Đền thờ động Dambulla (1991)
- Cao nguyên Trung tâm Sri Lanka (2010)

## Syria(6)
- Thành phố cổ Damascus (1979)
- Thành phố cổ Bosra (1980)
- Khu di tích Palmyra (1980)
- Thành phố cổ Aleppo (1986)

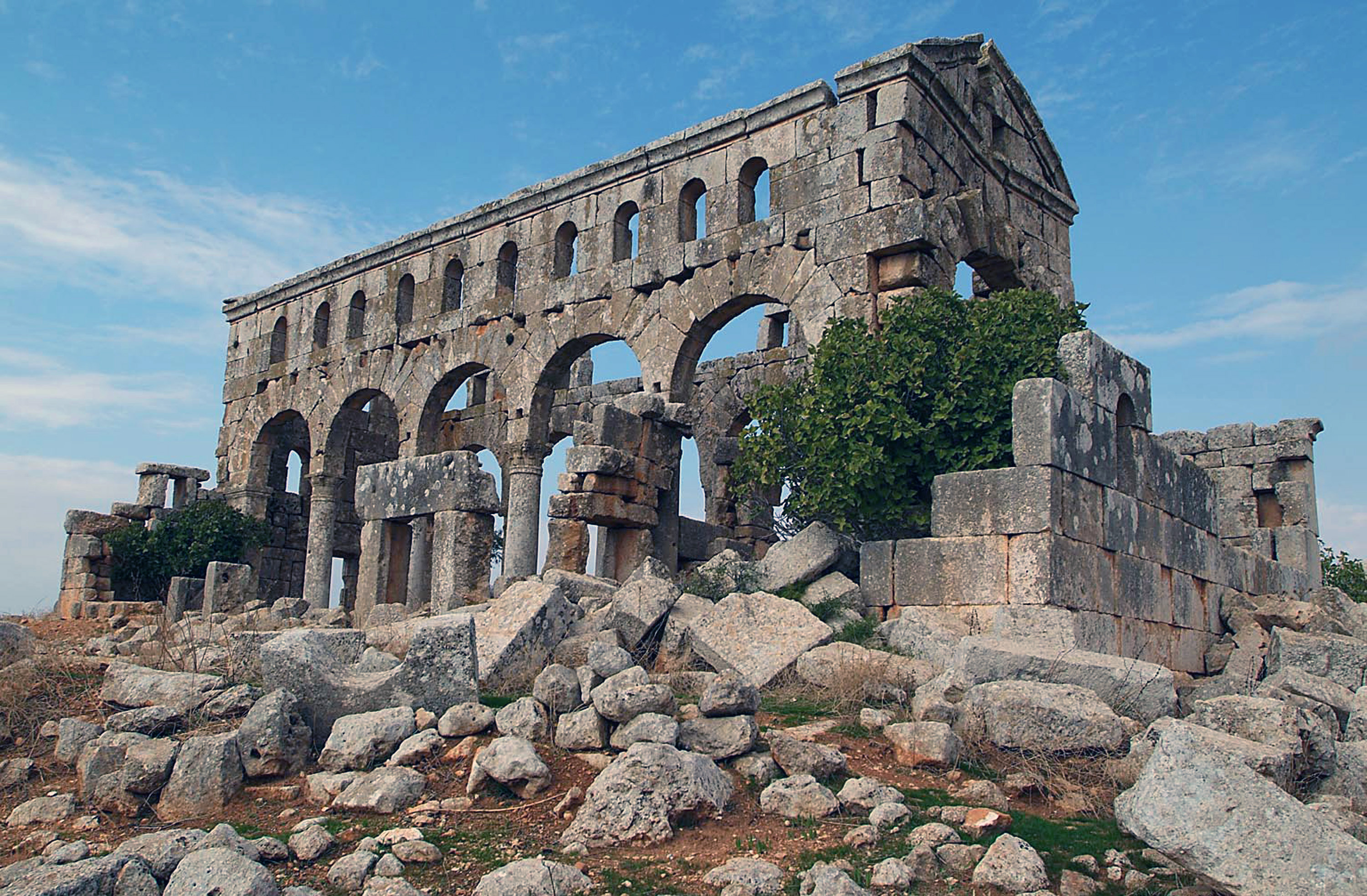
Làng cổ đại của miền Bắc Syria

- Pháo đài Crac des Chevaliers và Salah El-Din (2006)
- Làng cổ đại của miền Bắc Syria (2011)

## Tajikistan(5)
- Khu khảo cổ Sarazm (2010)
- Vườn quốc gia Tajik (2013)

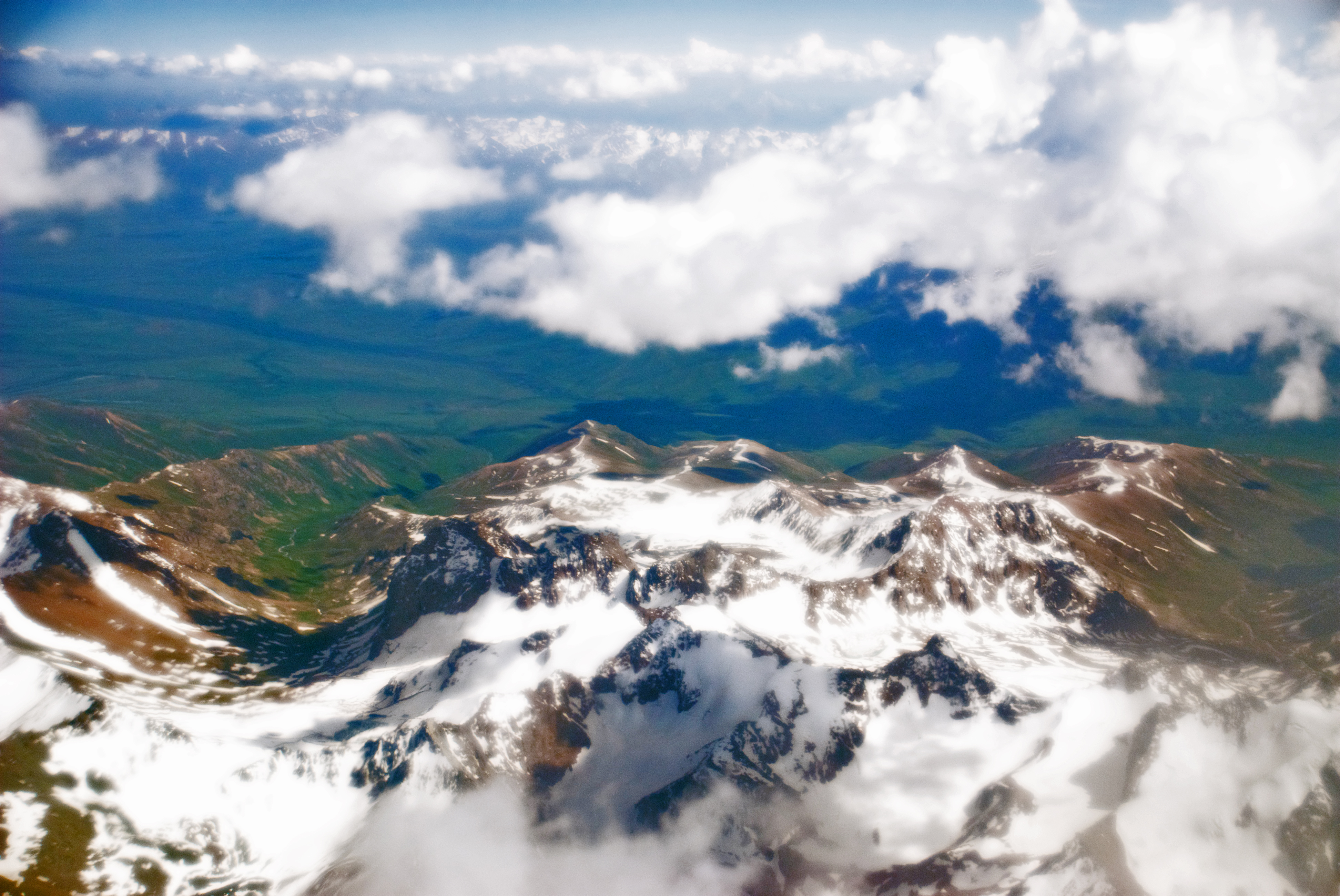
Vườn quốc gia Tajik

- Con đường Tơ lụa: Hành lang Zarafshan-Karakum (chung với Turkmenistan, Uzbekistan) (2023)
- Rừng ống tràng của Khu bảo tồn thiên nhiên Tigrovaya Balka (2023)
- Các địa điểm Di sản văn hóa của Khuttal cổ (2025)

## Thái Lan(7)

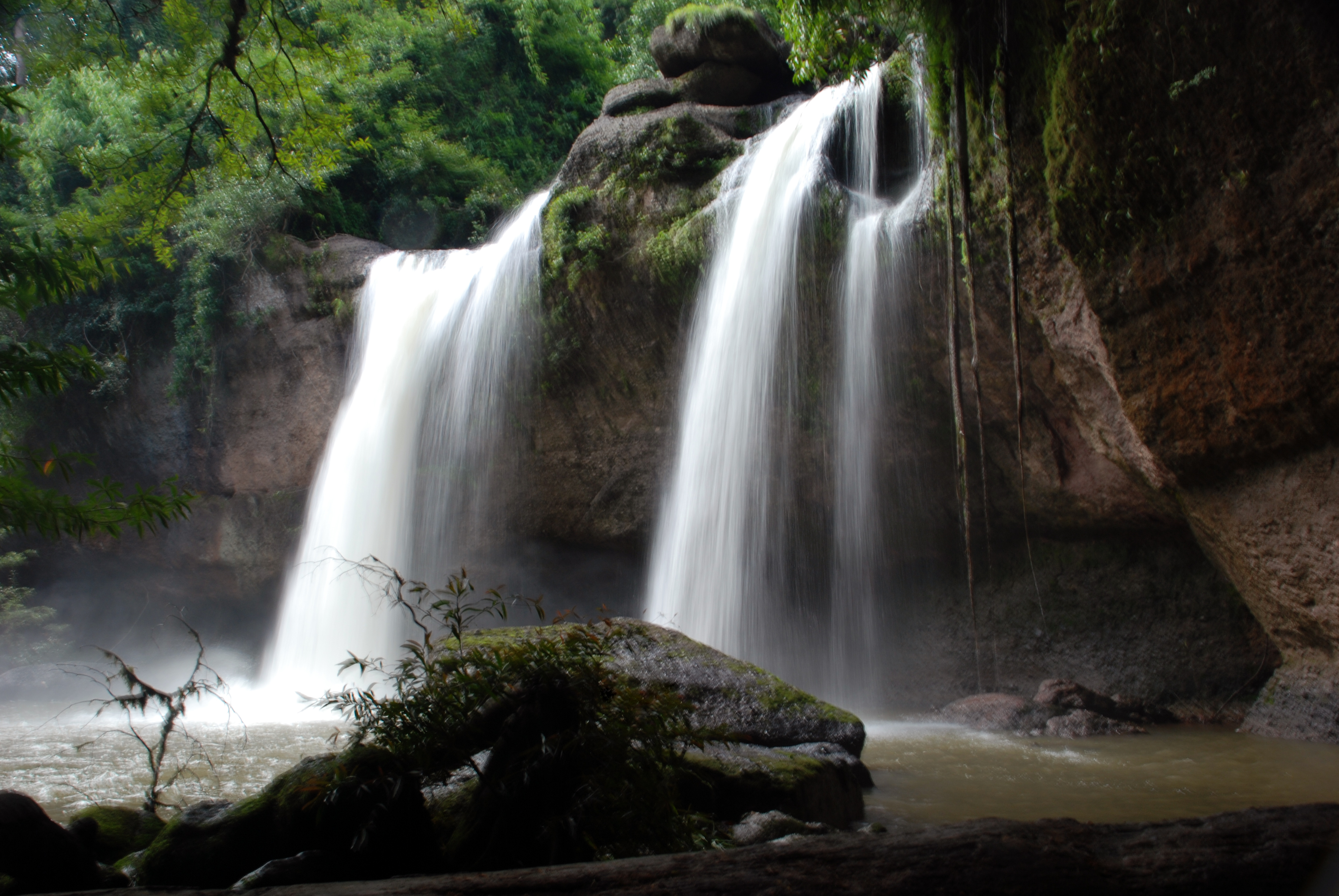
Thác nước Haeo Suwat thuộc Vườn quốc gia Khao Yai.

- Thành phố lịch sử Ayutthaya (1991)
- Thành phố lịch sử Sukhothai và các đô thị lân cận (1991)
- Khu bảo tồn động vật hoang dã Thungyai - Huai Kha Khaeng (1991)
- Di chỉ khảo cổ Ban Chiang (1992)
- Tổ hợp rừng Dong Phayayen-Khao Yai (2005)
- Tổ hợp rừng Kaeng Krachan (2021)
- Thị trấn cổ Công viên Lịch sử Si Thep và các Di tích Dvaravati liên quan (2023)

## Cộng hòa Dân chủ Nhân dân Triều Tiên(3)
- Khu lăng mộ Goguryeo (2004)

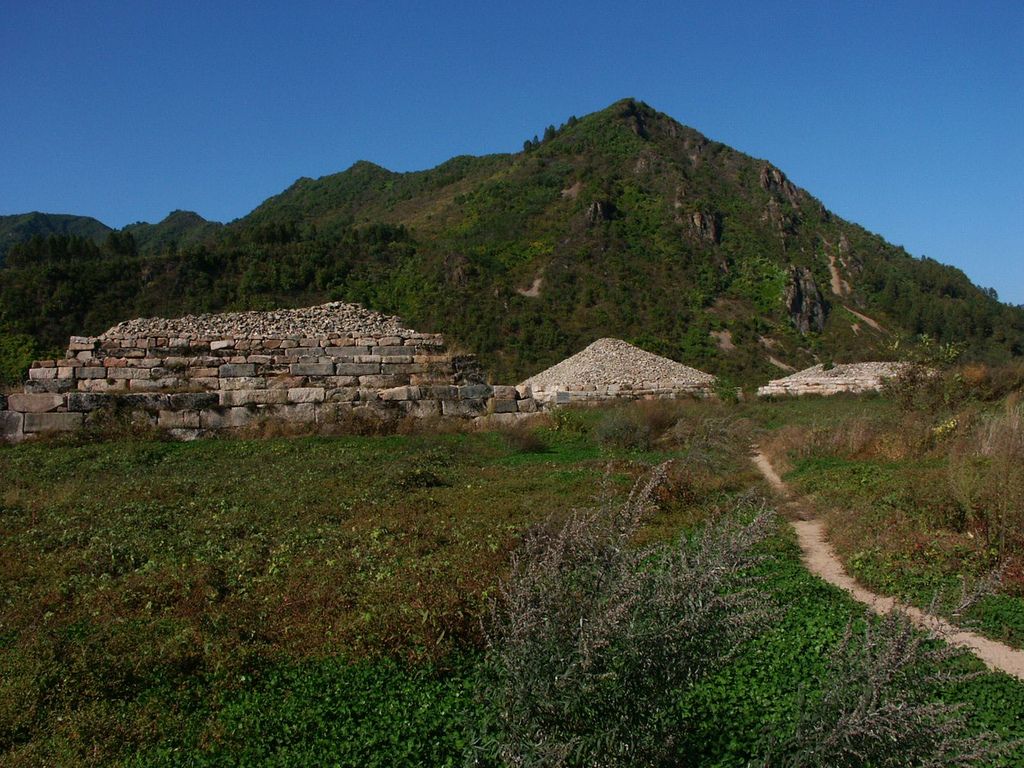
Khu lăng mộ Goguryeo

- Các địa điểm và di tích lịch sử tại Kaesong (2013)
- Núi Kumgang - Núi Kim Cương từ biển (2025)

## Trung Quốc(59)
- Vạn Lý Trường Thành (1987)
- Thái Sơn (1987)

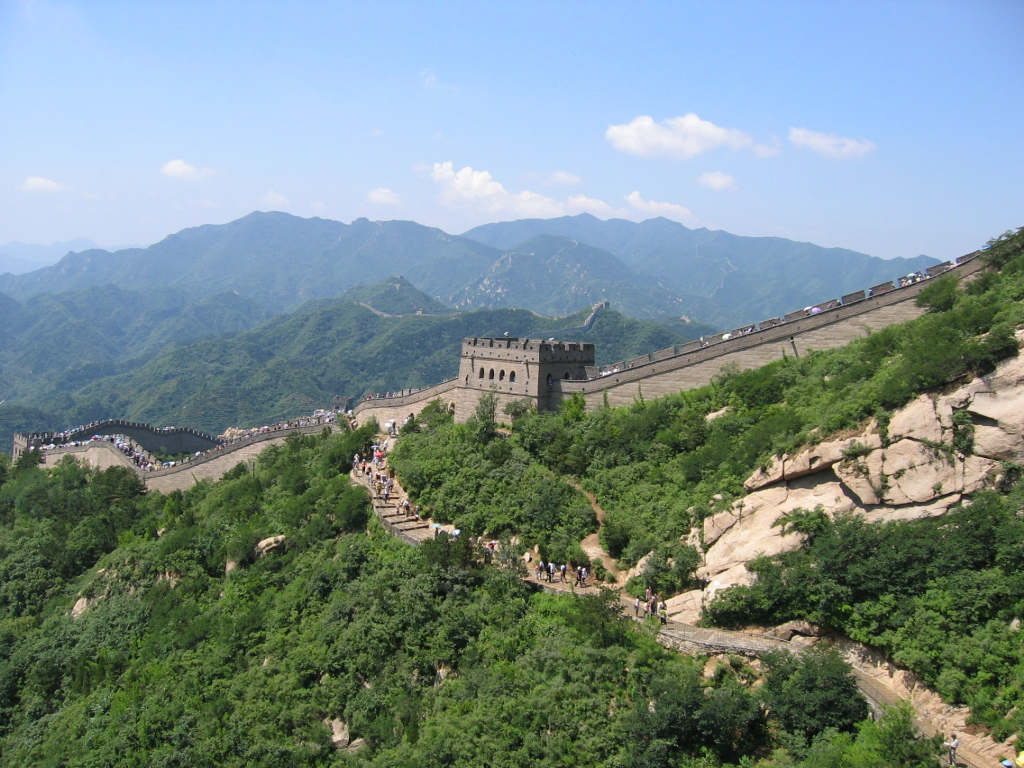
Vạn Lý Trường Thành, công trình mang tính biểu tượng của Trung Quốc.

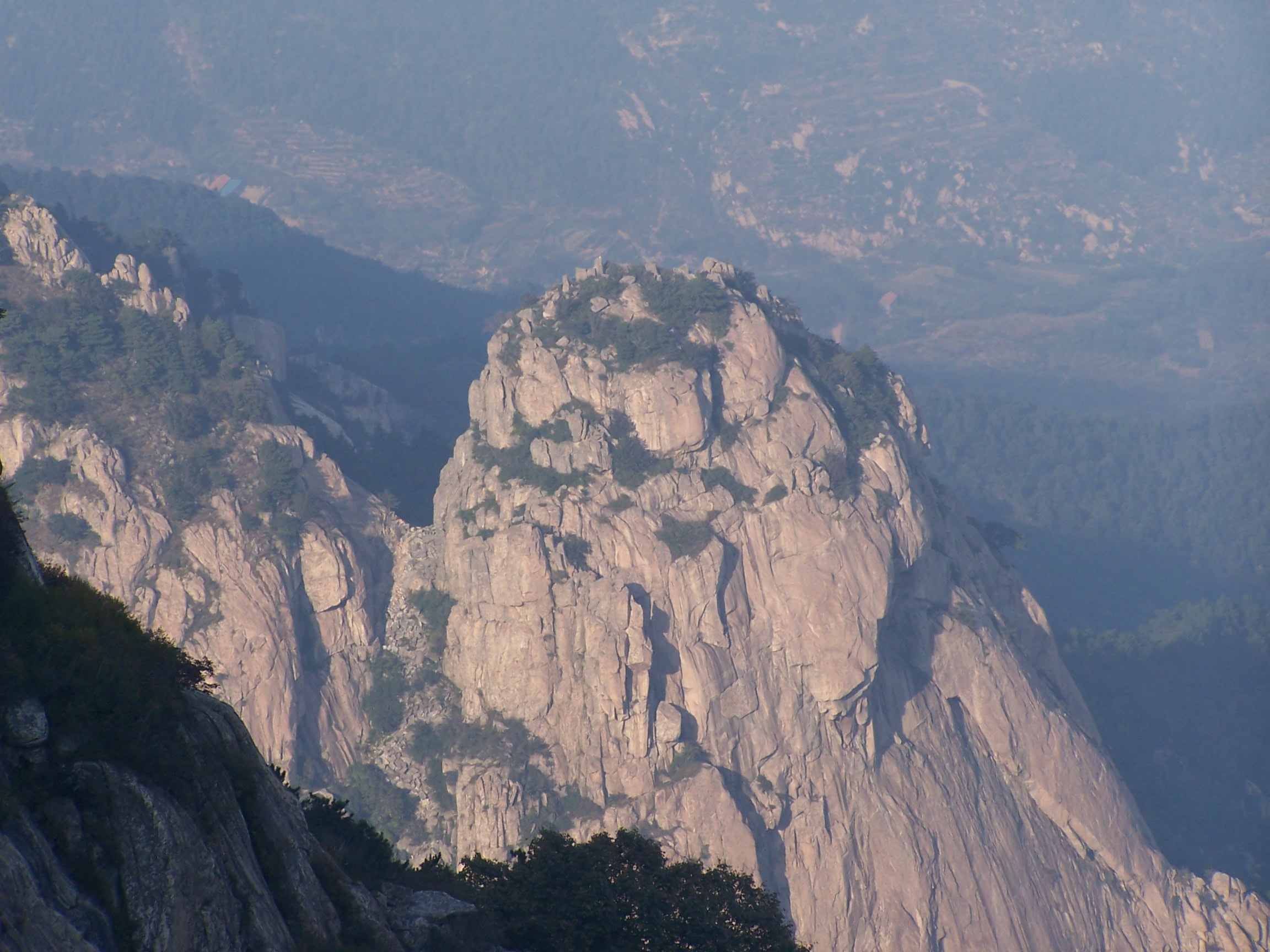
Núi Thái Sơn.

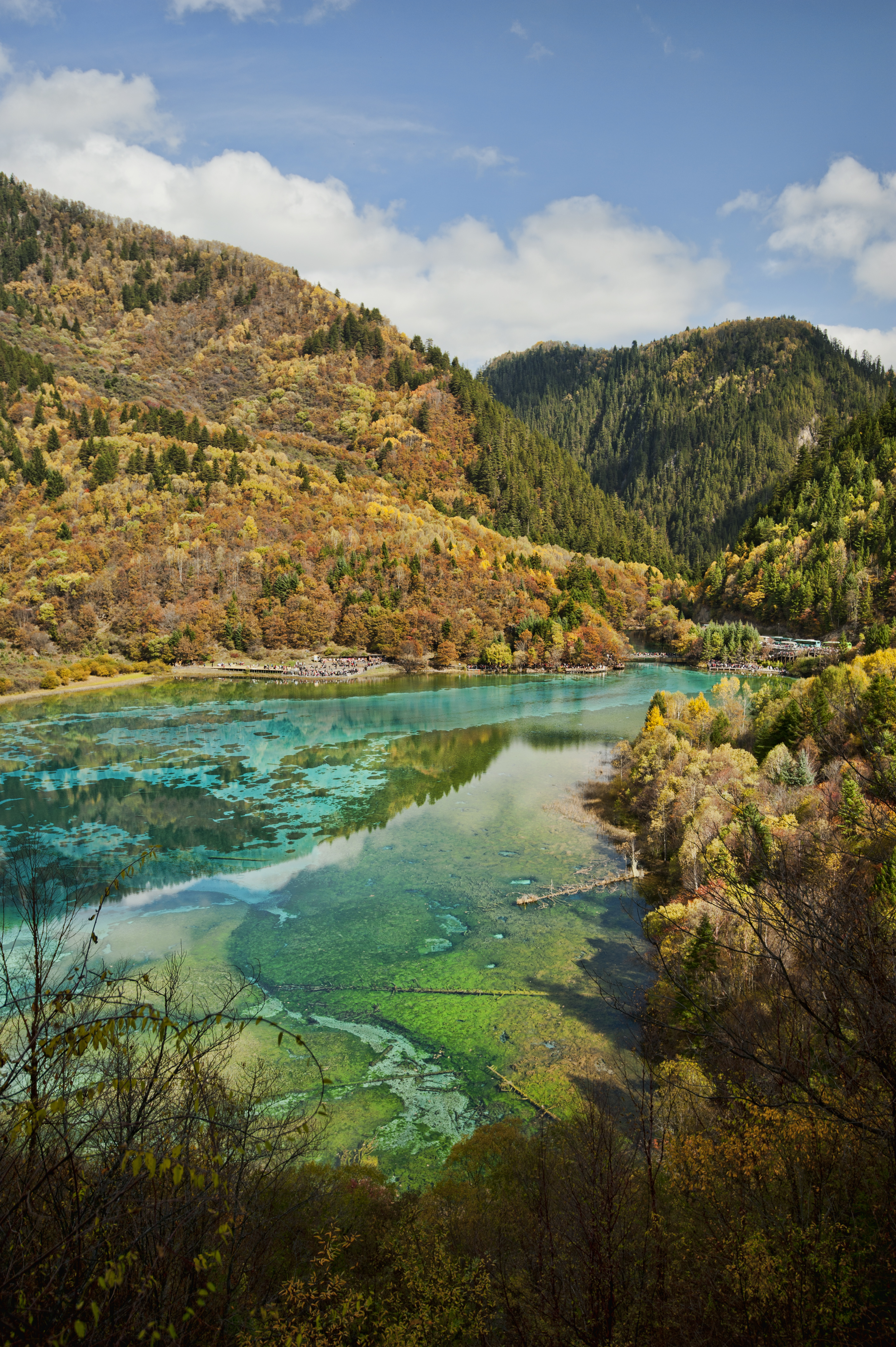
Thắng cảnh Cửu Trại Câu.

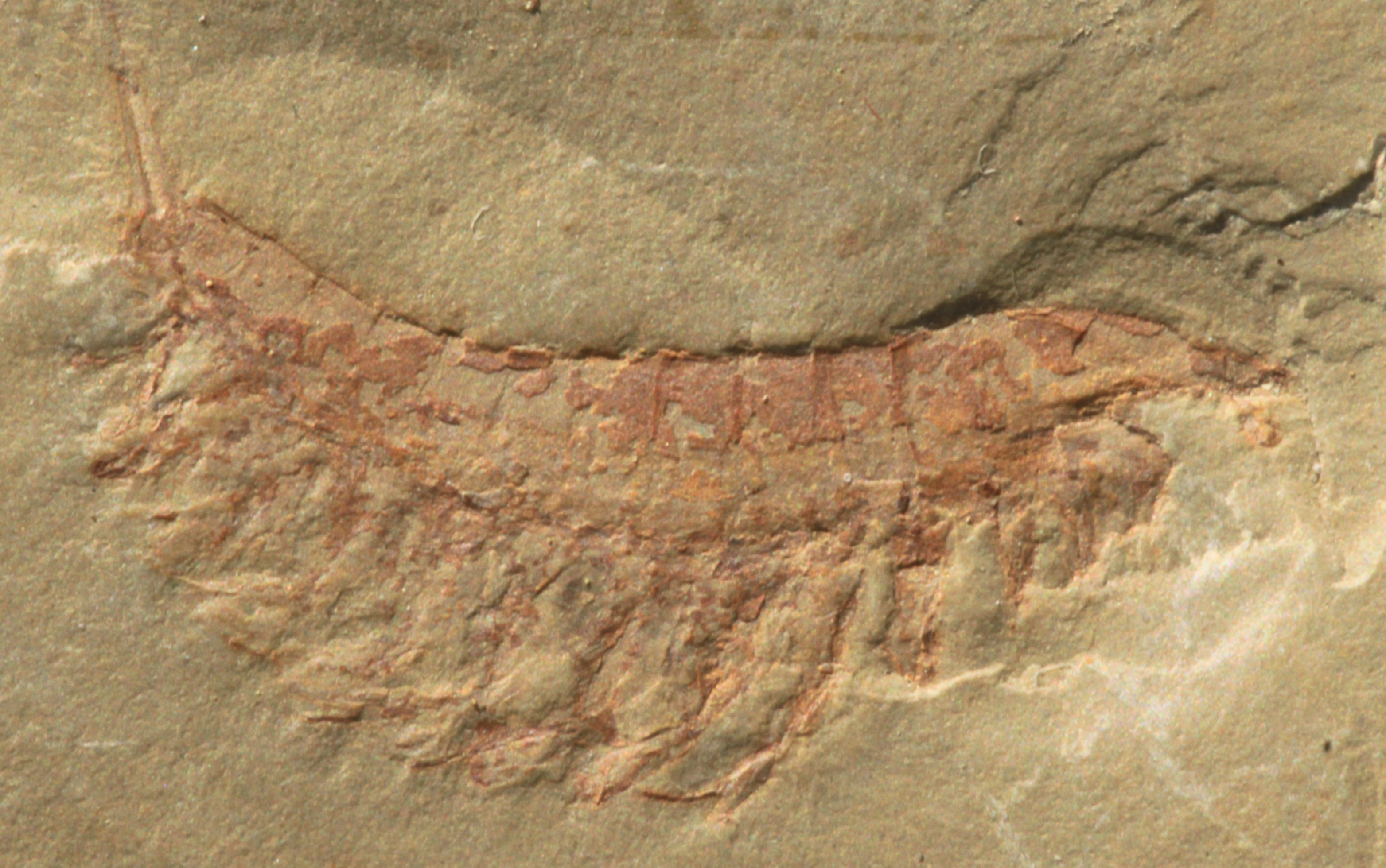
Di tích hóa thạch Trừng Giang.

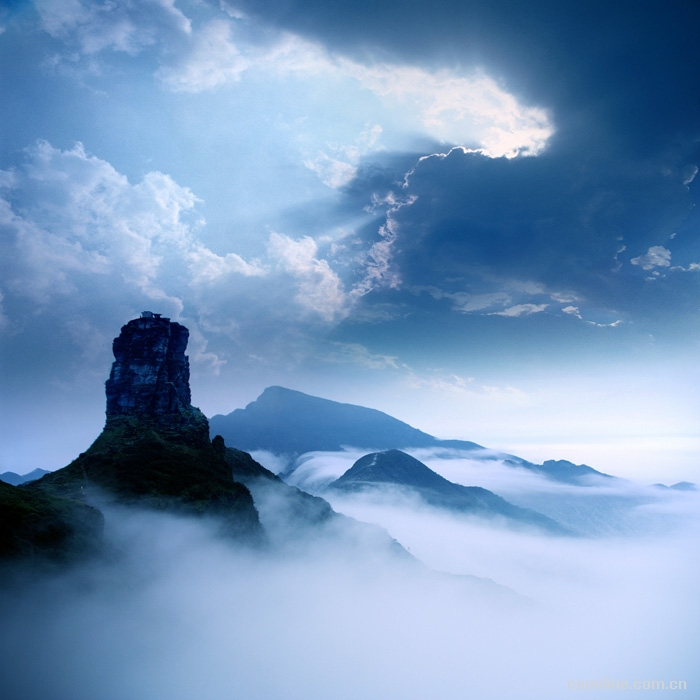
Phạm Tịnh sơn.

- Các cung điện hoàng gia Minh Thanh tại Bắc Kinh và Thẩm Dương (1987)
- Hang Mạc Cao (1987)
- Lăng mộ Tần Thủy Hoàng (1987)
- Di chỉ người Bắc Kinh tại Chu Khẩu Điếm (1987)
- Hoàng Sơn (1990)
- Khu thắng cảnh Cửu Trại Câu (1992)
- Khu thắng cảnh Hoàng Long (1992)
- Khu thắng cảnh Vũ Lăng Nguyên (1992)
- Tị Thử Sơn Trang ở Thừa Đức và Ngoại Bát Miếu (1994)
- Đền thờ, nghĩa trang của Khổng Tử và Dinh thự của gia tộc hộ Khổng tại Khúc Phụ (1994)
- Quần thể kiến trúc cổ núi Vũ Đang (1994)
- Quần thể lịch sử của Cung điện Potala (1994)
- Vườn quốc gia Lư Sơn (1996)
- Thắng cảnh Nga Mi Sơn cùng Lạc Sơn Đại Phật (1996)
- Thành cổ Bình Dao (1997)
- Vườn cây cảnh cổ điển Tô Châu (1997)
- Di Hòa Viên (1998)
- Thiên Đàn (1998)
- Khu thắng cảnh Vũ Di Sơn (1999)
- Thành cổ Lệ Giang (1999)
- Tượng khắc đá Đại Túc (1999)
- Núi Thanh Thành và công trình thủy lợi Đô Giang Yển (2000)
- Thôn cổ Nam An Huy (Hoản Nam): Tây Đệ, Hoành thôn (2000)
- Hang đá Long Môn (2000)
- Lăng tẩm hoàng gia Minh-Thanh (2000)
- Hang đá Vân Cương (2001)
- Kinh thành và lăng mộ Cao Cú Ly (2004)
- Khu lịch sử Ma Cao (2005)
- Khu bảo tồn Gấu Trúc Lớn tại Tứ Xuyên (2006)
- Ân Khư (2006)
- Điêu lâu Khai Bình, Quảng Đông (2007)
- Karst Nam Trung Quốc (2007)
- Khu bảo hộ Tam Giang Tịnh Lưu tại Vân Nam (2007)
- Thổ lâu Phúc Kiến (2008)
- Vườn quốc gia Tam Thanh Sơn (2008)
- Ngũ Đài Sơn (2009)
- Trung Quốc Đan Hà (2010)
- Các tượng đài lịch sử ở Đăng Phong, "Điểm giao nhau giữa Trời và Đất" (2010)
- Cảnh quan văn hóa Tây Hồ, Hàng Châu, Chiết Giang (2011)
- Di chỉ hóa thạch Trừng Giang, Vân Nam (2012)
- Thượng Đô (2012)
- Thiên Sơn Tân Cương (2013)
- Cảnh quan văn hóa Ruộng bậc thang của người Hà Nhì tại Hồng Hà (2013)
- Con đường tơ lụa: Mạng đường Trường An- Hành lang Thiên Sơn (cùng với Kazakhstan, Kyrgyzstan) (2014)
- Đại Vận Hà (2014)
- Các di chỉ Thổ ty (2015)
- Cảnh quan văn hóa Nghệ thuật đá Hoa Sơn Tả Giang (2016)
- Hồ Bắc Thần Nông Giá (2016)
- Hy Nhĩ Thanh Hải (2017)
- Cổ Lãng Tự: Khu định cư quốc tế lịch sử (2017)
- Phạm Tịnh sơn (2018)
- Các khu bảo tồn chim di trú dọc theo Bờ biển Hoàng Hải - Vịnh Bột Hải của Trung Quốc (Giai đoạn I) (2019)
- Di tích khảo cổ của thành phố Lương Chử (2019)
- Tuyền Châu: Trung tâm thương mại Thế giới thời Tống-Nguyên (2021)
- Cảnh quan văn hóa các rừng chè cổ của Dãy núi Vân Hải tại Phổ Nhĩ (2023)
- Lăng mộ Tây Hạ (2025)

## Turkmenistan(5)
- Merv cổ (1999)
- Kunya-Urgench (2005)

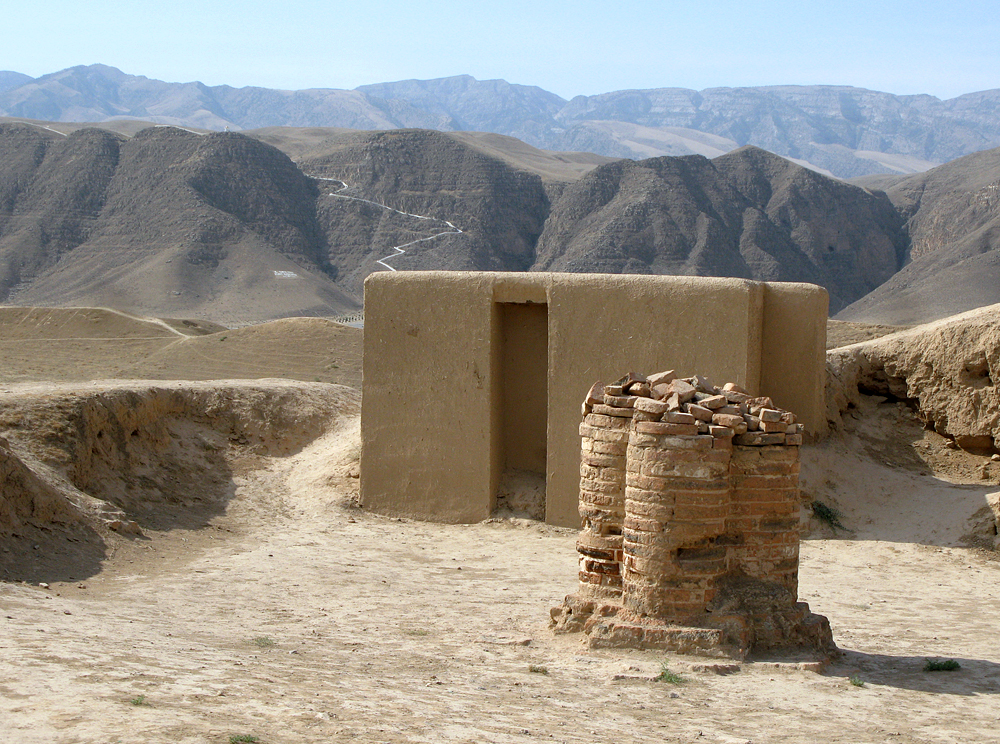
Pháo đài của người Parthia ở Nisa.

- Pháo đài của người Parthia ở Nisa (2007)
- Con đường Tơ lụa: Hành lang Zarafshan-Karakum (chung với Tajikistan, Uzbekistan) (2023)
- Các hoang mạc lạnh giá của Turan (chung với Kazakhstan, Uzbekistan) (2023)

## Uzbekistan(7)
- Itchan Kala ở Khiva (1990)

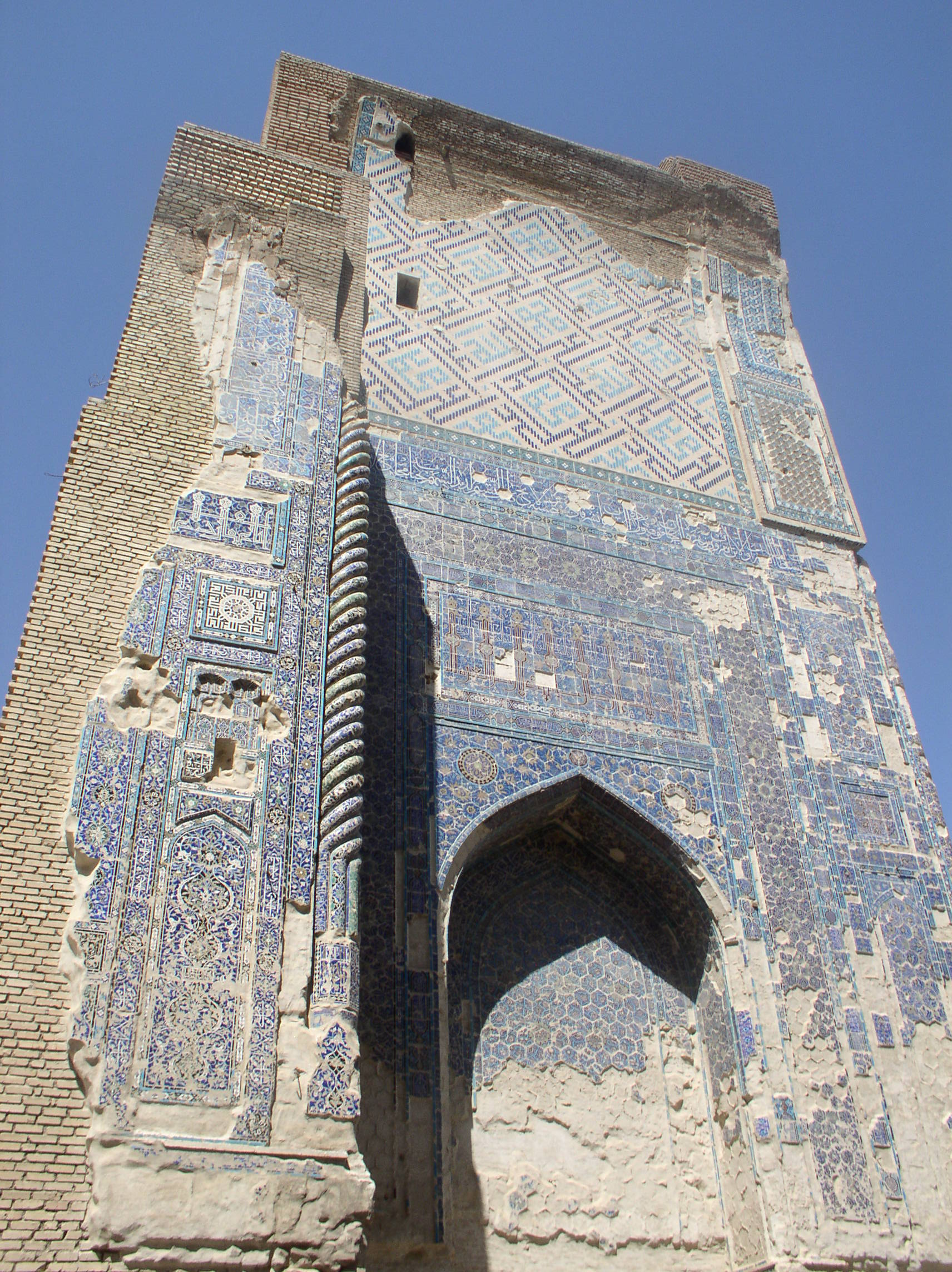
Trung tâm lịch sử của Shahrisabz.

- Trung tâm lịch sử của Bukhara (1993)
- Trung tâm lịch sử của Shahrisabz (2000)
- Samarkand - nơi gặp nhau của nhiều nền văn hóa (2001)
- Tây Thiên Sơn (chung với Kazakhstan và Kyrgyzstan) (2016)
- Con đường Tơ lụa: Hành lang Zarafshan-Karakum (chung với Tajikistan, Turkmenistan) (2023)
- Các hoang mạc lạnh giá của Turan (chung với Kazakhstan, Turkmenistan) (2023)

## UAE(1)
- Cảnh quan thời tiền sử Faya (2025)

## Úc(21)
- Rạn san hô Great Barrier (1981)
- Vùng các hồ Willandra (1981)
- Vườn quốc gia Kakadu (1981)
- Nhóm đảo Lord Howe (1982)
- Vùng hoang dã ở Tasmania (1982)

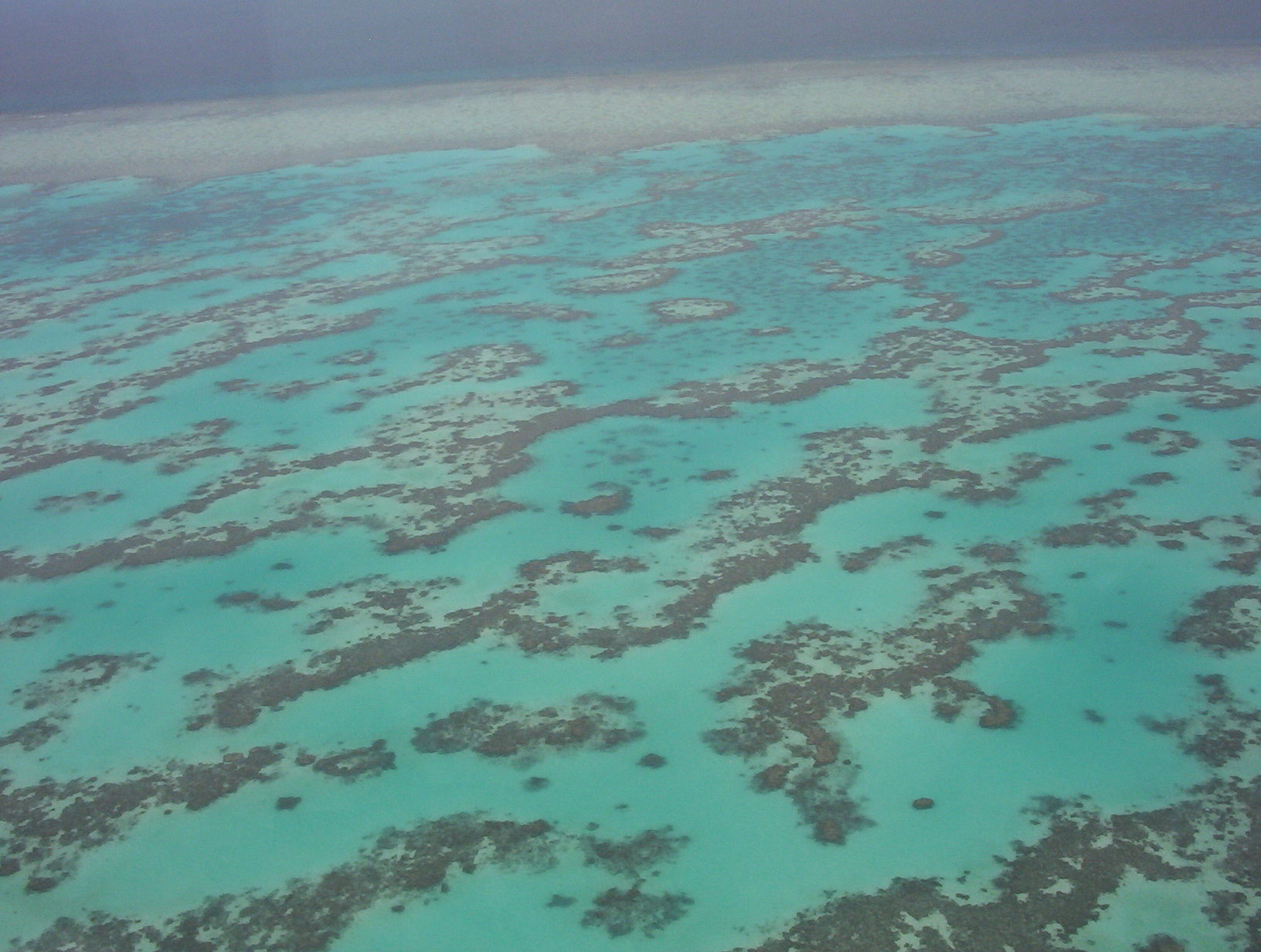
Ảnh chụp trên không một khu vực của Rạn san hô Great Barrier.

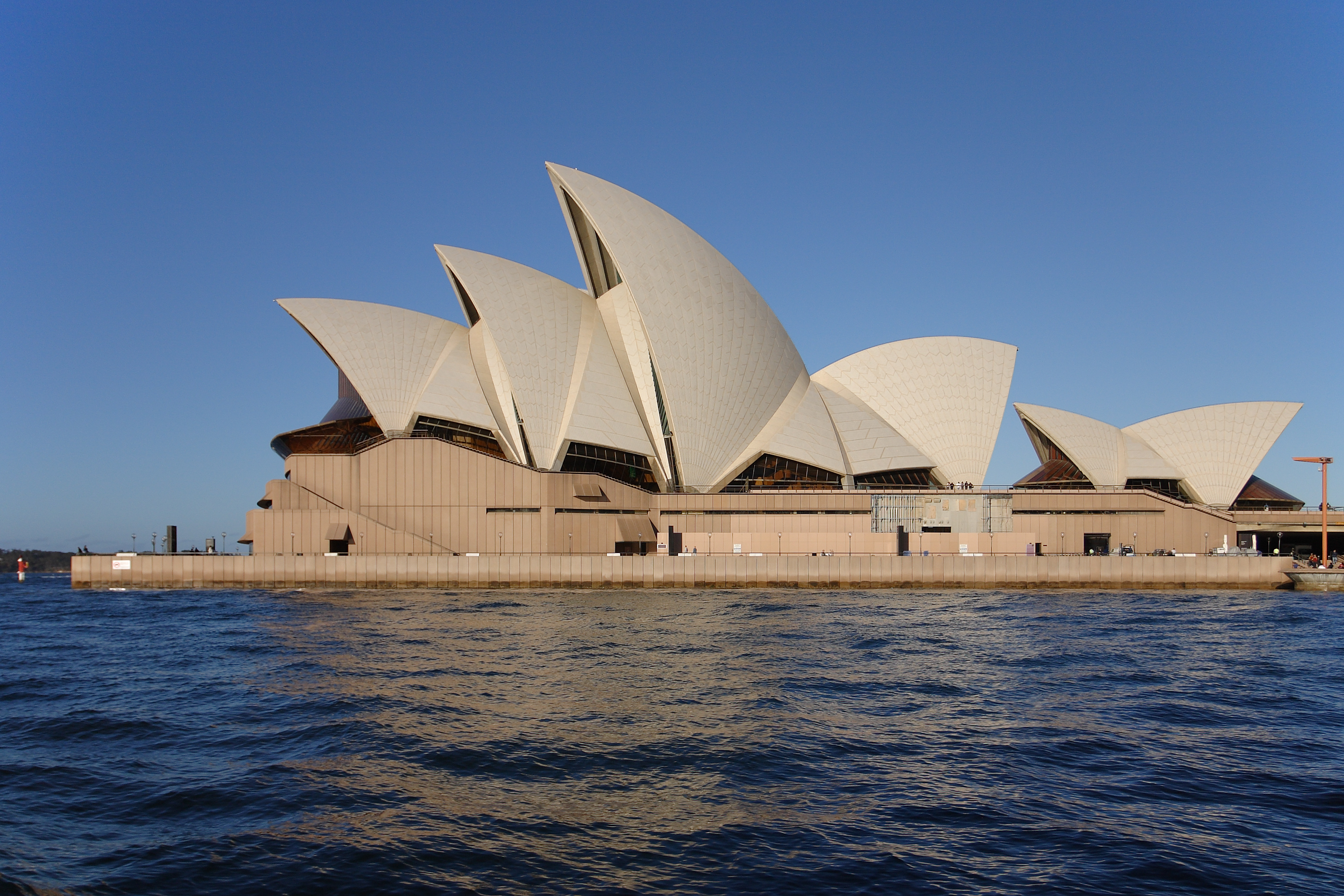
Nhà hát Opera Sydney, công trình được coi là biểu tượng của Úc.

- Các rừng mưa Gondwana của Úc (1986)
- Vườn quốc gia Uluru-Kata Tjuta (1987)
- Vùng nhiệt đới ẩm ướt của Queensland (1988)
- Vịnh Shark (1991)
- Đảo Fraser (1992)
- Các di chỉ hóa thạch động vật có vú taị Úc:Riversleigh và Naracoorte (1994)
- Đảo Heard và quần đảo McDonald (1997)
- Đảo Macquarie (1997)
- Khu vực dãy núi Greater Blue (2000)
- Vườn quốc gia Purnululu (2003)
- Toà triển lãm Hoàng gia và Vườn Carlton (2004)
- Nhà hát Opera Sydney (2007)
- Các khu kết án thời thuộc địa Anh (2010)
- Bờ biển Ningaloo (2011)
- Cảnh quan văn hóa Budj Bim (2019)
- Cảnh quan Văn hóa Murujuga (2025)

## Vanuatu(1)

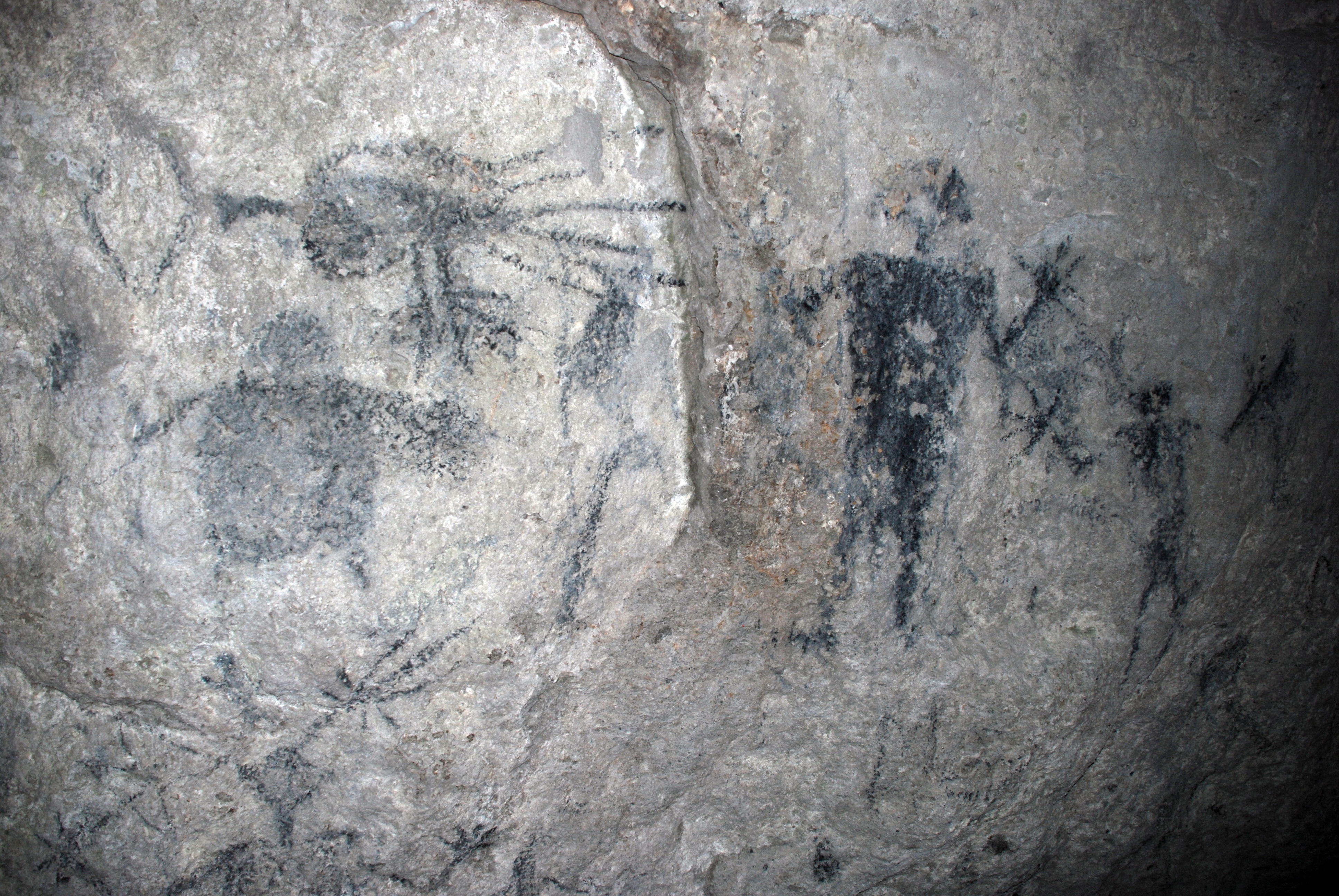
Lãnh địa của Roy Mata.

- Lãnh địa của Roy Mata (2008)

## Việt Nam(9)
- Quần thể di tích Cố đô Huế (1993)

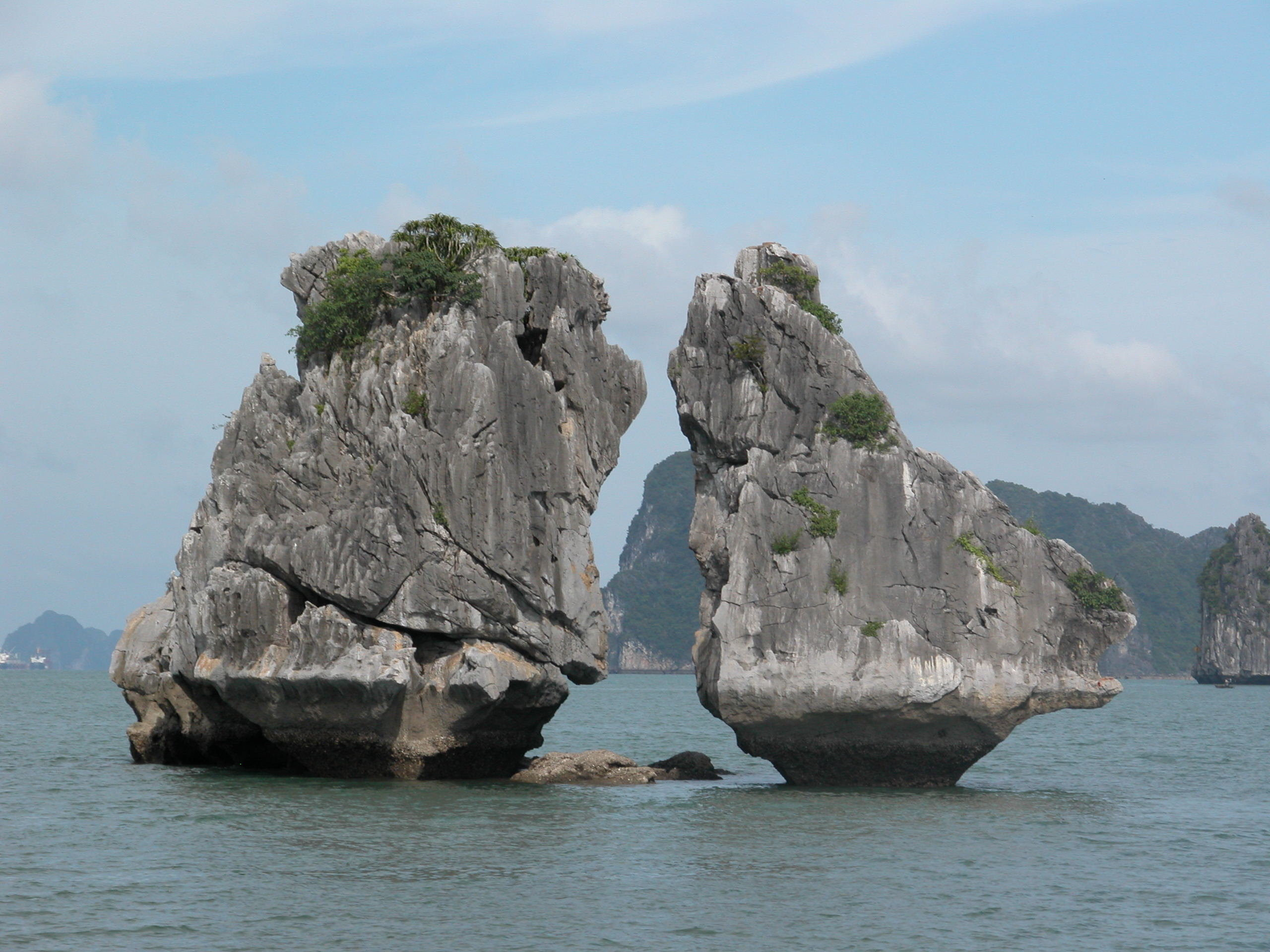
Hòn Gà Chọi tại Vịnh Hạ Long.

- Vịnh Hạ Long-Quần đảo Cát Bà (1994)
- Phố cổ Hội An (1999)
- Khu thánh địa Mỹ Sơn (1999)
- Vườn quốc gia Phong Nha-Kẻ Bàng và Hin Namno (chung với Lào) (2003)
- Khu di tích trung tâm Hoàng thành Thăng Long (2010)
- Thành nhà Hồ (2011)
- Quần thể danh thắng Tràng An (2014)
- Quần thể di tích danh thắng Yên Tử-Vĩnh Nghiêm-Côn Sơn, Kiếp Bạc (2025).

## Yemen(5)

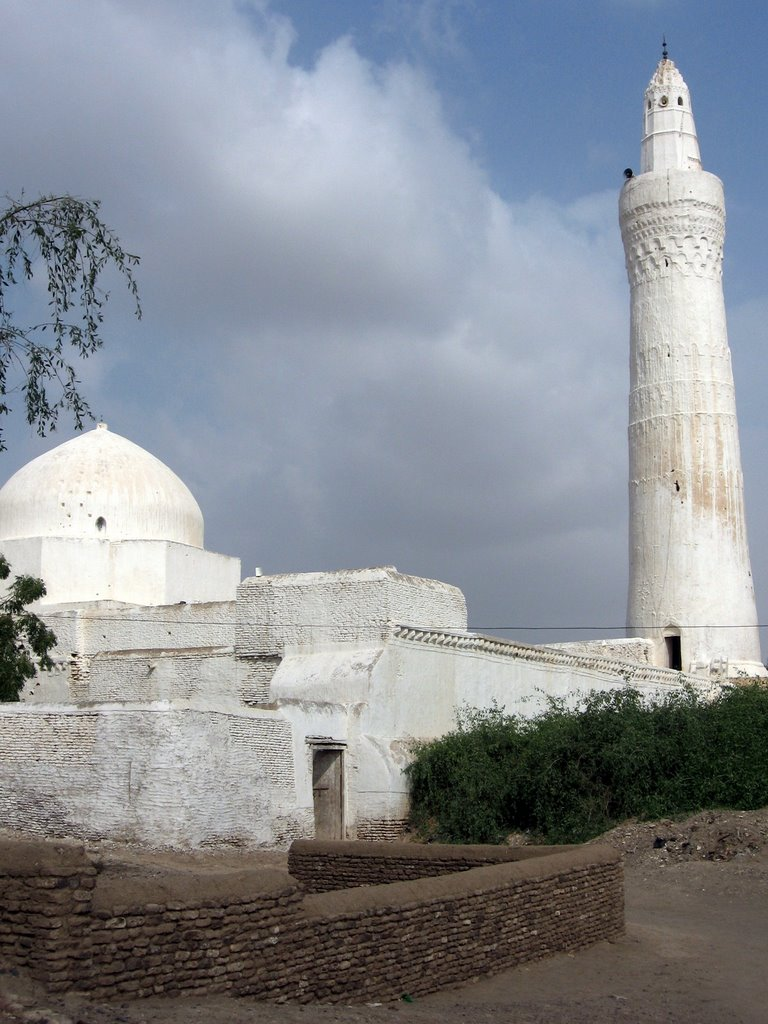
Thị trấn lịch sử Zabid.

- Thành phố tường thành cổ Shibam (1982)
- Thành phố cổ Sana'a (1986)
- Thị trấn lịch sử Zabid (1993)
- Quần đảo Socotra (2008)
- Các địa danh của Vương quốc cổ Saba, Marib (2023)

## Liênkết ngoài
- Tiềm năng di sản thế giới của Đài Loan
- UNESCO World Heritage Centre - Trang web chính thức của Unesco